# Re 4/4 II
Les Re 4/4II (dénomination UIC Re 420 et 421) sont des locomotives électriques des chemins de fer fédéraux suisses entrées en service entre 1964 et 1985. Il s'agit de la plus grande série de locomotives en Suisse, avec 276 exemplaires. Conçues dès l'origine pour une utilisation polyvalente, ces machines sont affectées au trafic tant voyageurs que marchandises. Équipées de la commande d'unité multiple VST, elles sont d'ailleurs souvent accouplées à des Re 6/6 pour le trafic de marchandises lourdes, cette configuration étant appelée « Re 10/10 ».

## Historique
À la fin des années 1950, les CFF lancèrent un appel d'offres à l'industrie ferroviaire suisse, en vue de remplacer en tête des trains rapides les Ae 4/7 et Re 4/4I à la vitesse maximale trop limitée. La nouvelle locomotive se devait d'être polyvalente et tracter aussi bien des trains de voyageurs à 140 km/h que de marchandises, sur les lignes escarpées de la montagneuse Suisse.
Un consortium composé de SLM Winterthur (partie mécanique), Brown, Boveri & Cie, Maschinenfabrik Oerlikon (pour la partie électrique), rejoints par après par la Société anonyme des ateliers de Sécheron de Genève, se lança à la réalisation de la future locomotive, et en 1964, six prototypes furent livrés aux CFF.
Les prototypes donnèrent satisfaction et répondirent aux attentes des CFF, qui passèrent rapidement commande pour une première série de 49 locomotives. Finalement, les CFF ne feront au consortium pas moins de sept commandes (1961, 1964, 1966/67, 1968, 1970, 1979 et 1981), pour un total de 276 locomotives.
En 1967, BBC reprend MFO Oerlikon, et SAAS subira le même sort en 1969. La dernière série ne porte donc plus que les plaques des constructeurs SLM et BBC.

## Prototypes
Six exemplaires furent construits en 1964 par les usines SLM, BBC, MFO et SAAS. Ils sont immatriculés 11201 à 11206 et renumérotés 11101 à 11106 en 1967. Les caisses sont courtes et ne mesurent que 14 800 mm.
- La 11101 était équipée d'un indicateur de vitesse spécial pour basses vitesses, utilisées pour la manœuvre des rames voyageurs à travers l'installation de lavage à Bâle.
- La 11103 et la 11106 possédaient un pantographe unijambiste BBC. Les autres prototypes possédaient un pantographe standard (parallélogramme).

Photo d'usine de la Re 4/4II 11201 en 1964
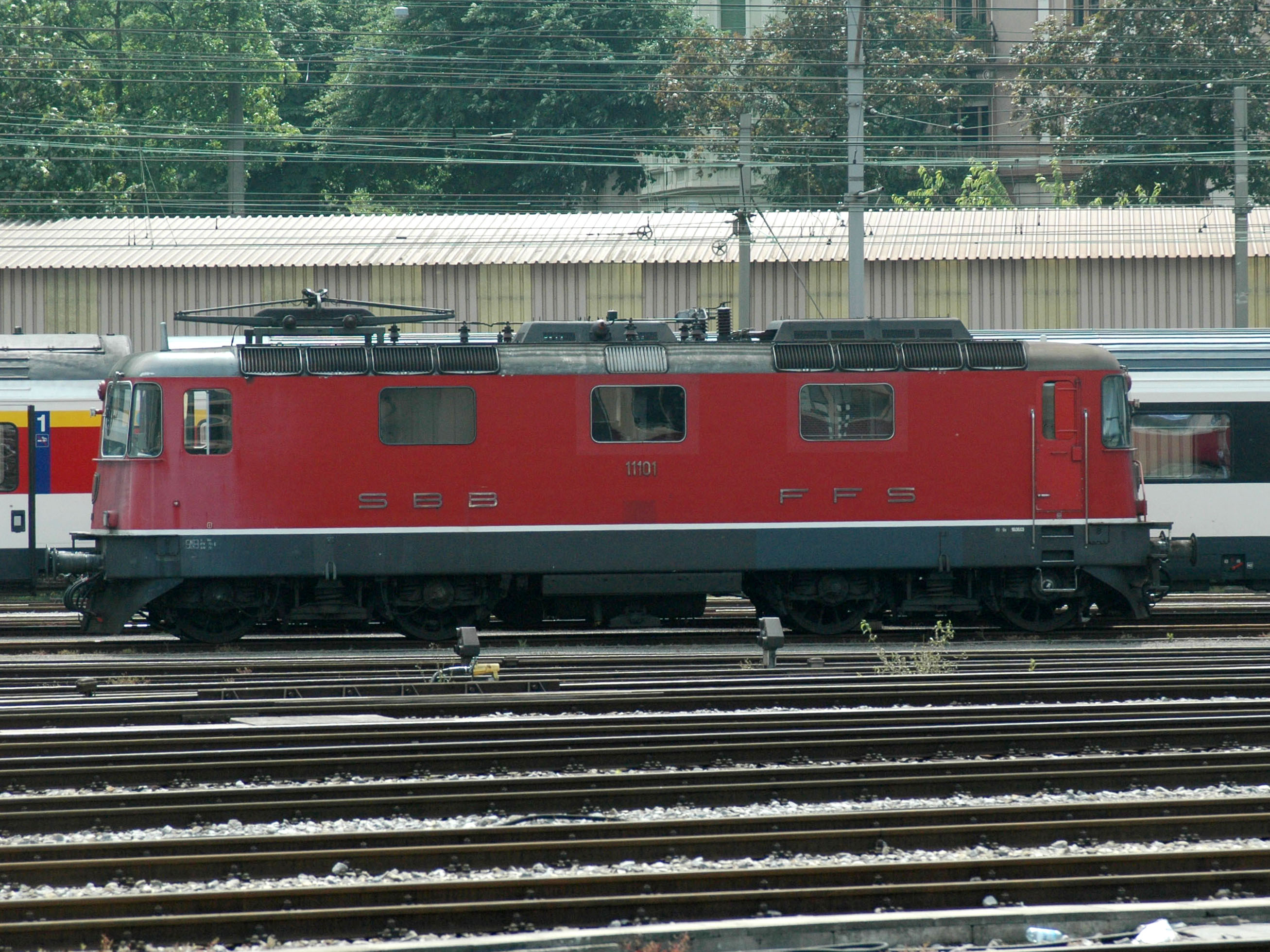
Re 4/4II 11101 à Bâle en 2007

### Construction mécanique
La Re 4/4II est une locomotive à quatre essieux et quatre moteurs, montée sur deux bogies. Les essieux sont soutenus par des ressorts hélicoïdaux placés sur le châssis du bogie. Ce dernier est lui-même suspendu secondairement par des ressorts hélicoïdaux (à l'origine des ressorts en caoutchouc) à la caisse de la locomotive.
La transmission de la force de traction se fait par des tirants partant des bogies jusqu'à la caisse.
Afin de permettre une meilleure entrée en courbe du bogie suiveur, un attelage transversal élastique fut installé entre les deux bogies.

### Construction électrique
La Re 4/4II possède une commande par changeur de prises commandée par impulsions, basée sur le principe "tout ou rien". La commande semi-automatique est équipée de relais de limitation de courant. Ces derniers permettent d'exploiter au maximum la force de traction disponible. Lorsque la locomotive est à l'arrêt (position zéro), le levier du commutateur de marche est à l'horizontale. Pour accélérer, le mécanicien le pousse vers l'avant, pour freiner, il le pousse vers l'arrière.
Cette commande est commune à plusieurs véhicules moteurs des CFF (RBe 4/4, Re 4/4II et Re 6/6) et des chemins de fer privés, de sorte qu'ils peuvent être utilisés sans problème entre eux en commande multiple.
La régulation s'effectue du côté haute tension du transformateur avec 32 crans de vitesse sur les quatre moteurs à courant alternatif. Le moteur pneumatique à quatre cylindres est commandé par le commutateur de marche via un appareil de commande électronique. Pour le freinage électrique, 18 niveaux sont disponibles. Lors du freinage, l'inverseur est commuté sur la position correspondante. Un moteur est commuté comme excitateur et l'énergie produite par les trois autres moteurs au freinage est récupérée.
À titre d'essai, la locomotive 11206 fut équipée de redresseurs, à l'instar des Re 4/4 du BLS, les moteurs fonctionnant alors comme des moteurs à courant ondulé. La force de traction n'en fut que peu augmentée, c'est pourquoi le projet fut abandonné et la machine réadaptée aux autres prototypes.

## Première série

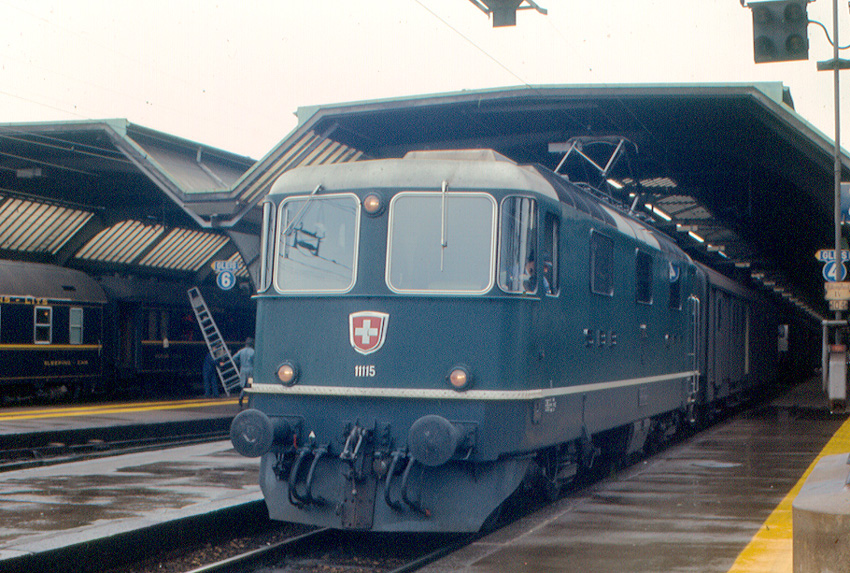
La 11115 à Zurich en avril 1970

49 exemplaires furent construits entre 1967 et 1968 par les usines SLM, BBC, MFO et SAAS. Ils furent immatriculés 11107 à 11155. D'aspect très similaire aux six prototypes, ils sont légèrement plus longs (14 900 mm contre 14 800 pour les prototypes).
Par la suite, les locomotives nos 11107 à 11110, 11119, 11123, 11137, 11140, 11142, 11143 et 11145 reçurent un pantographe unijambiste BBC à la place du pantographe parallélogramme d'origine.
- La 11107, comme la 11101, était équipée d'un indicateur de vitesse spécial pour basses vitesses, utilisées pour la manœuvre des rames voyageurs dans le tunnel de lavage à Bâle[réf. souhaitée].
- La 11127 est équipée depuis 2021 d'un attelage automatique de type Schwab, qui est présent sur les rames FLIRT, pour la manœuvre de ces dernières aux ateliers principaux de Bellinzone[2][A 4].

### Livrée «Swiss-Express»
Entre 1972 et 1975, les CFF équipèrent 8 locomotives Re 4/4II d'attelages automatiques UIC pour tracter les nouveaux trains intervilles Swiss-Express composés des voitures du type VU III. Ces locomotives reçurent une livrée spécifique orange-grise et l'écusson suisse frontal fut remplacé par le logo des CFF. Afin de recevoir une paire de tampons hydrauliques, la traverse de tamponnement fut modifiée, portant la longueur totale du véhicule à 16 030 mm.
Les locomotives modifiées furent les suivantes : 11103, 11106 (toutes deux prototypes), 11108, 11109, 11112, 11113, 11133 et 11141.
La série fut normalisée en 1987 et les attelages UIC firent place à des attelages standards à vis, tandis que la livrée orange-grise fut conservée jusqu'à la prochaine révision générale. Les locomotives 11108, 11109, 11113, 11133 et 11141 conservèrent l'insigne CFF (au lieu de l'écusson suisse) sur les faces frontales. À l'occasion de leurs grandes révisions, les locomotives 11112, 11113, 11133 et 11141 reçurent la livrée rouge et les 11103 et 11106 la livrée bleu-argent-vert des BLS (voir ci-dessous). Les 11108 et 11109 furent donc les seules locomotives à garder la livrée Swiss-Express. Si la 11108 a été retirée du service en septembre 2020 et se trouve désormais au dépôt CFF Historic d'Olten, la 11109 est toujours en service et à ce jour la locomotive la plus ancienne encore en service aux CFF.
La 11141, après avoir été utilisée entre 2007 et 2009 comme locomotive de préchauffage pour les voitures voyageurs à Bienne, fut révisée à Bellinzone et repeinte en rouge, puis remise en service jusqu'en décembre 2022, date à laquelle elle fut reprise par l'association DSF.
La locomotive 11133 est aux ateliers principaux d'Yverdon pour la manœuvre des rames ICN et possède d'un côté un attelage spécial adapté à ce type d'automotrice.

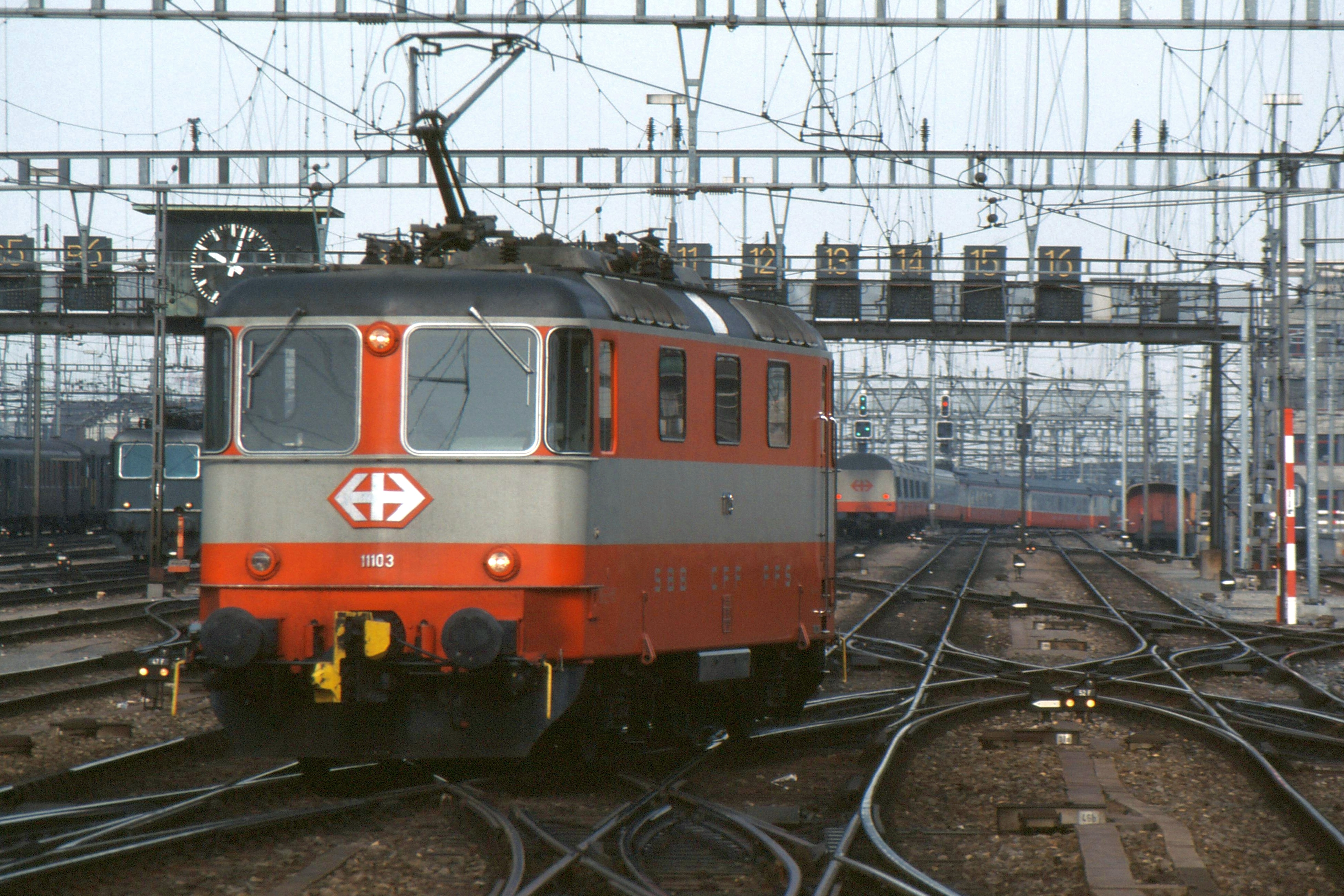
Re 4/4II « Swiss-Express »
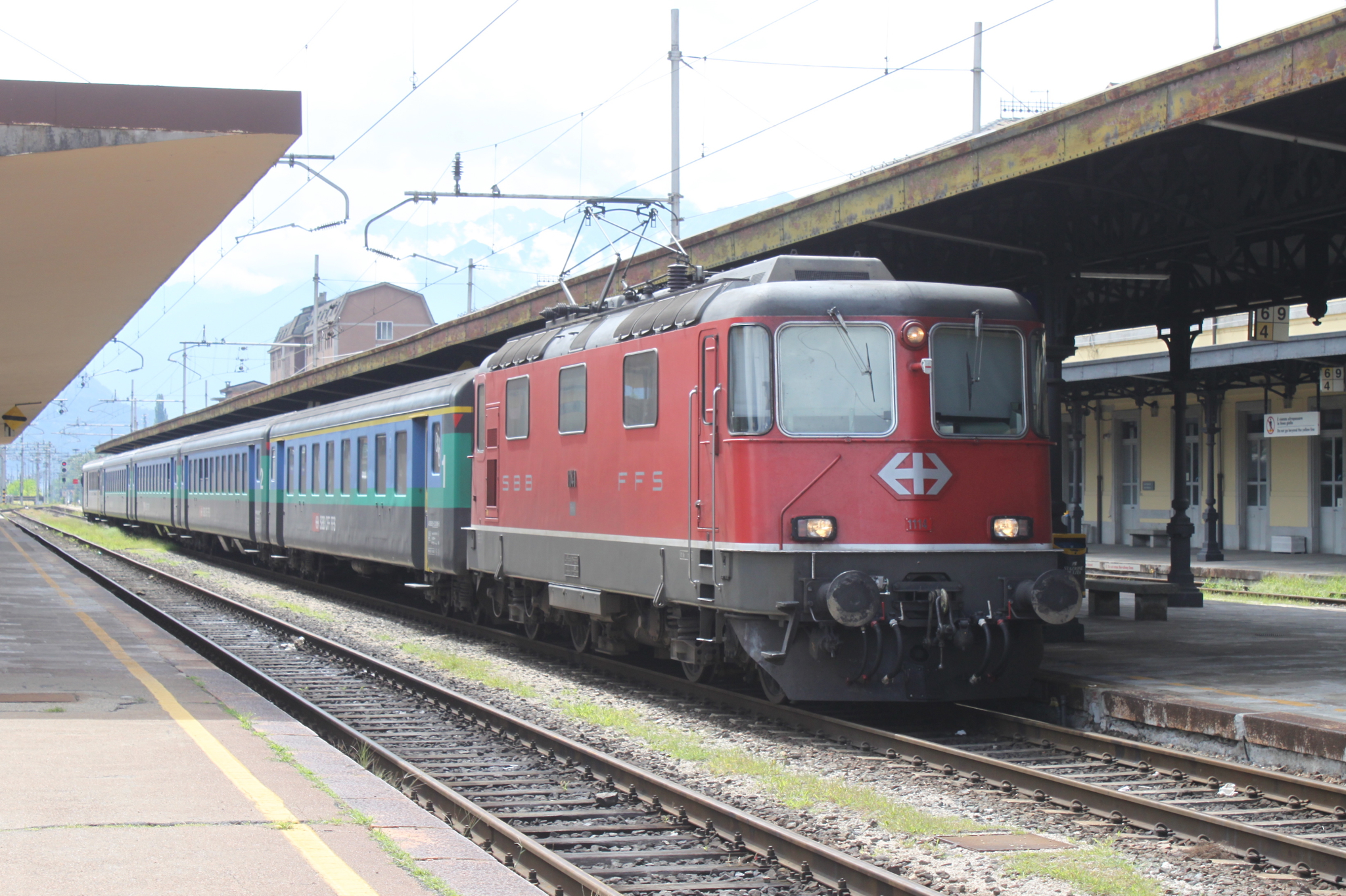
La 11133, ex Swiss-Express
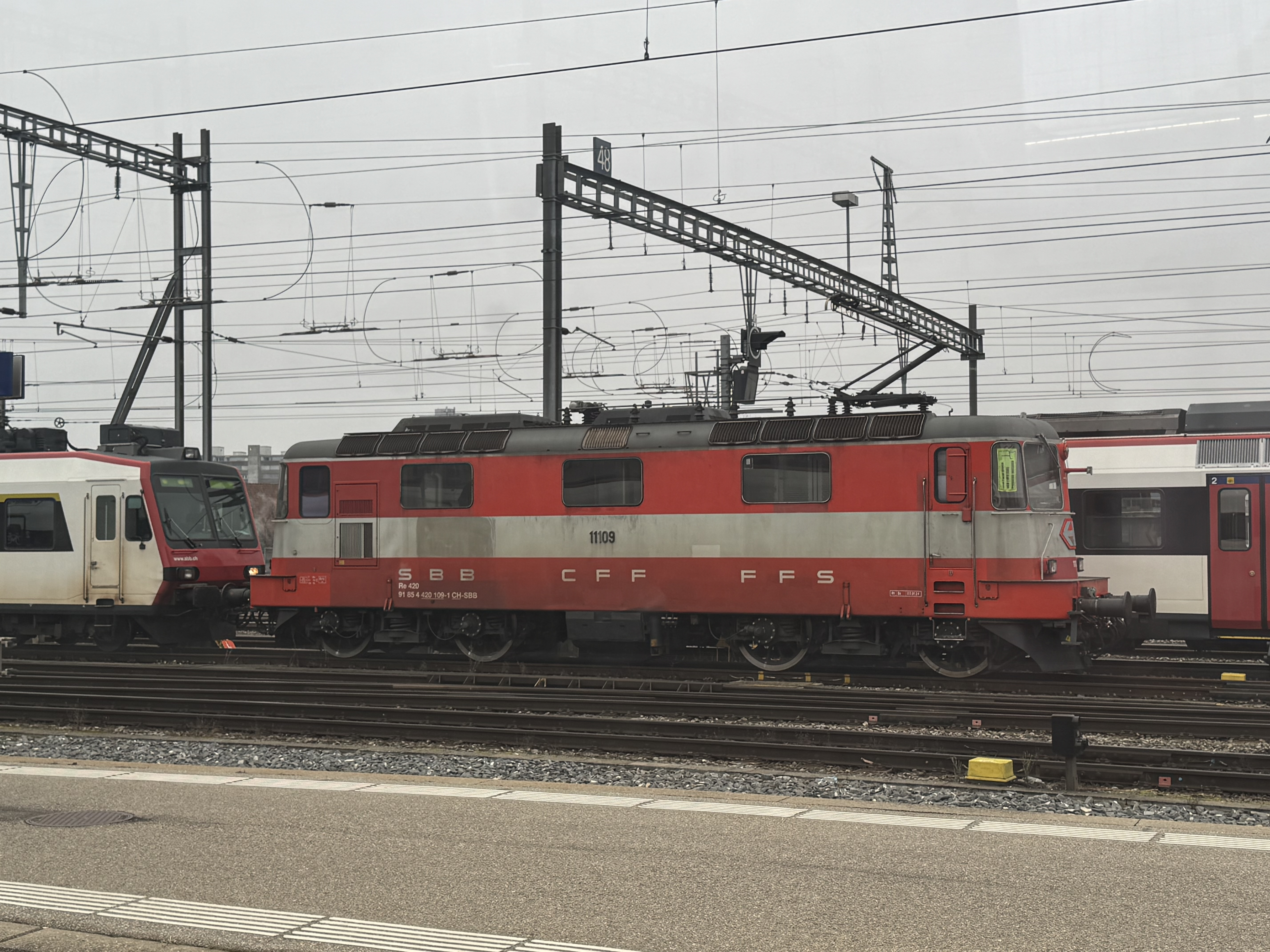
La 11109 en gare de Bienne, décembre 2024

### Re 420.5 BLS
En 2004, le chemin de fer BLS reprend l'ensemble de l'exploitation du S-Bahn de Berne et abandonne le trafic à longue distance. Toute la série de voitures du type IV BLS (32 voitures, 12 A et 20 B) devient alors inutile à la compagnie bernoise qui l'échange contre l'intégralité de la série des voitures unifiées III des CFF, mieux adaptées à un trafic RegioExpress.
Pour tracter ces compositions, le BLS achète en décembre 2004 six Re 4/4II de la 1re série (nos 11110, 11117, 11119, 11123, 11137 et 11142), puis six des sept prototypes un an plus tard (nos 11102 à 11107). Fait intéressant, le contrat de vente stipulait que les 12 locomotives ne devaient pas être utilisées pour le trafic marchandises, les CFF voulant éviter par là une possible concurrence de leurs anciennes machines. Les douze locomotives furent renumérotées au BLS Re 420 501 à 512. La 11110 est la seule à avoir reçu la nouvelle livrée BLS (bleu-argent-vert) avant son transfert officiel.
À la suite de la mise en service des RABe 535 « Lötschberger », les six anciens prototypes furent retirés du service et ferraillés entre février et juin 2010. En janvier 2013, le BLS vendit deux des six dernières Re 420.5 aux Transports Vallée de Joux, Yverdon-les-Bains, Sainte Croix (Re 420 503-5) et au Transports de la région Morges-Bière-Cossonay (Re 420 506-8) ; les deux locomotives conservèrent toutefois leur numéro d'immatriculation. La Re 420 503 fut revendue en novembre 2019 par TRAVYS au groupe Rhomberg Sersa.
En septembre 2019, ce fut au tour de la Re 420 505-0 (ancienne 11137) de prendre le chemin de la démolition. Enfin, la mise en service des RABe 528 mit un terme à la carrière des trois unités restantes. Alors que les Re 420 502-7 (ex-11117) et 504-3 (ex-11123) furent vendues en février 2022 à l'entreprise Widmer Rail Services (WRS), la Re 420 501-9 (ex-11110) fut quant à elle reprise en juillet 2022 par l'association Extrazug à Langnau, cette dernière projetant de remettre la machine dans son état d'origine.

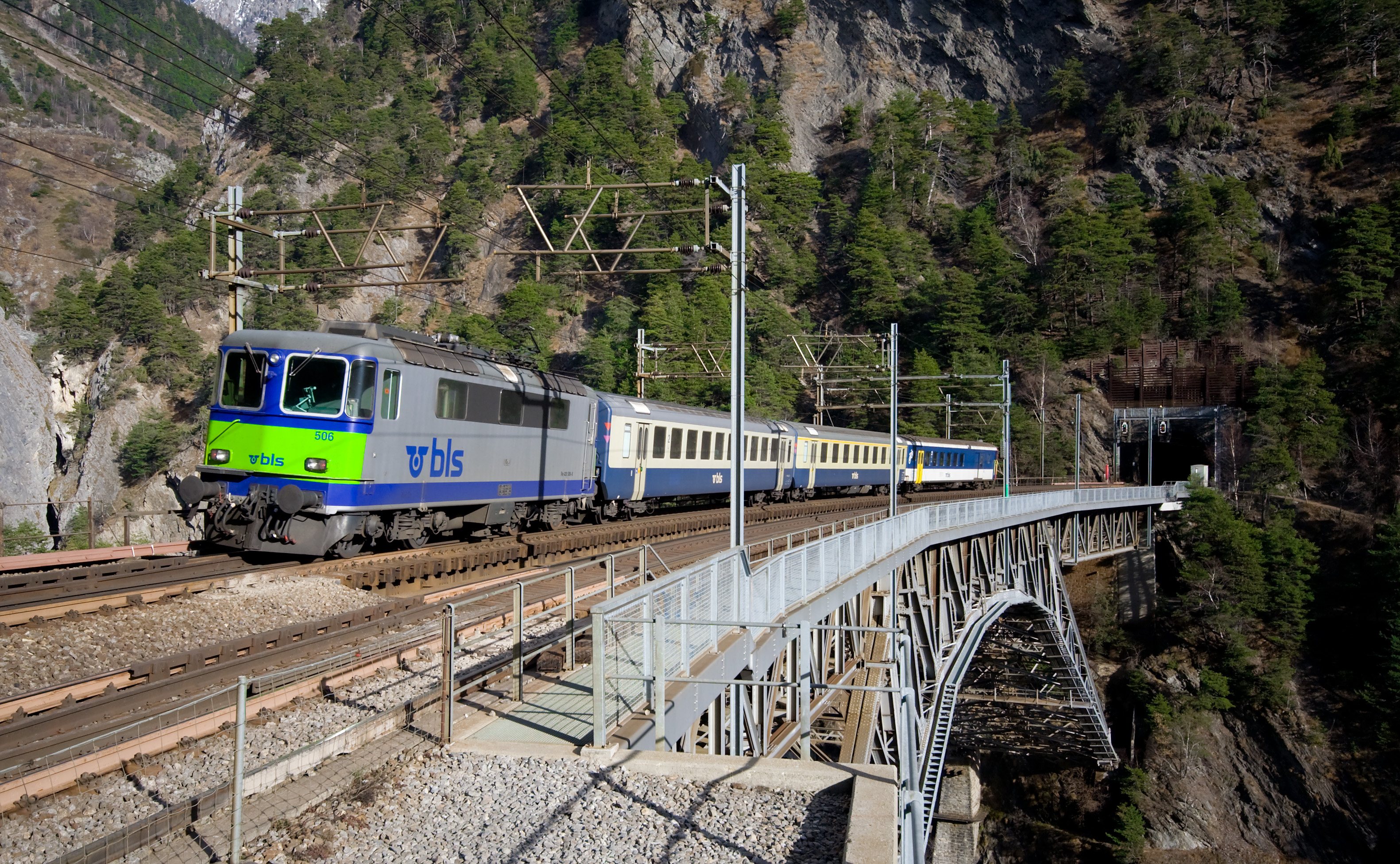
Re 420.5 du BLS
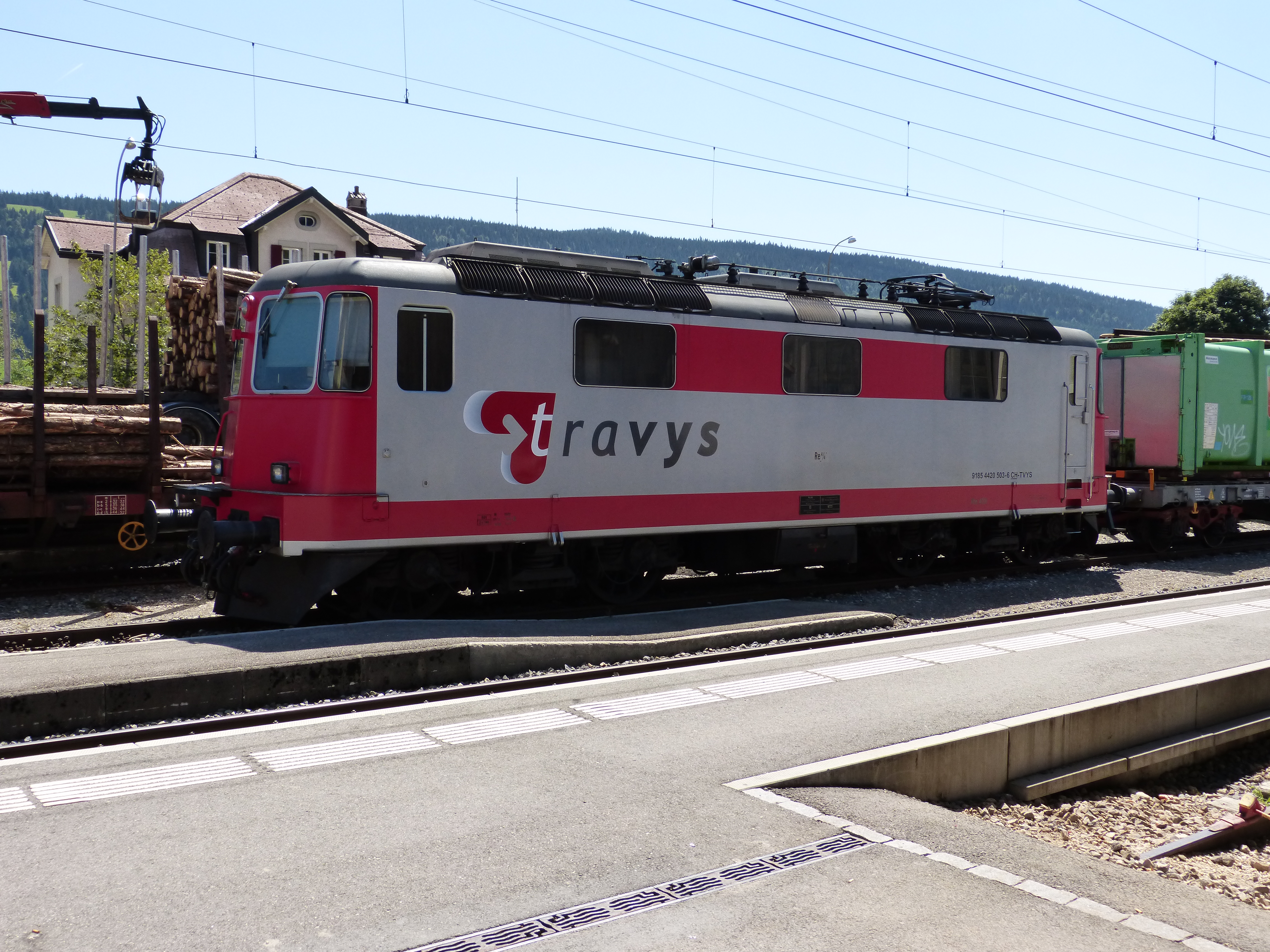
Re 420 503-6 en livrée TRAVYS en gare de Sentier-Orient
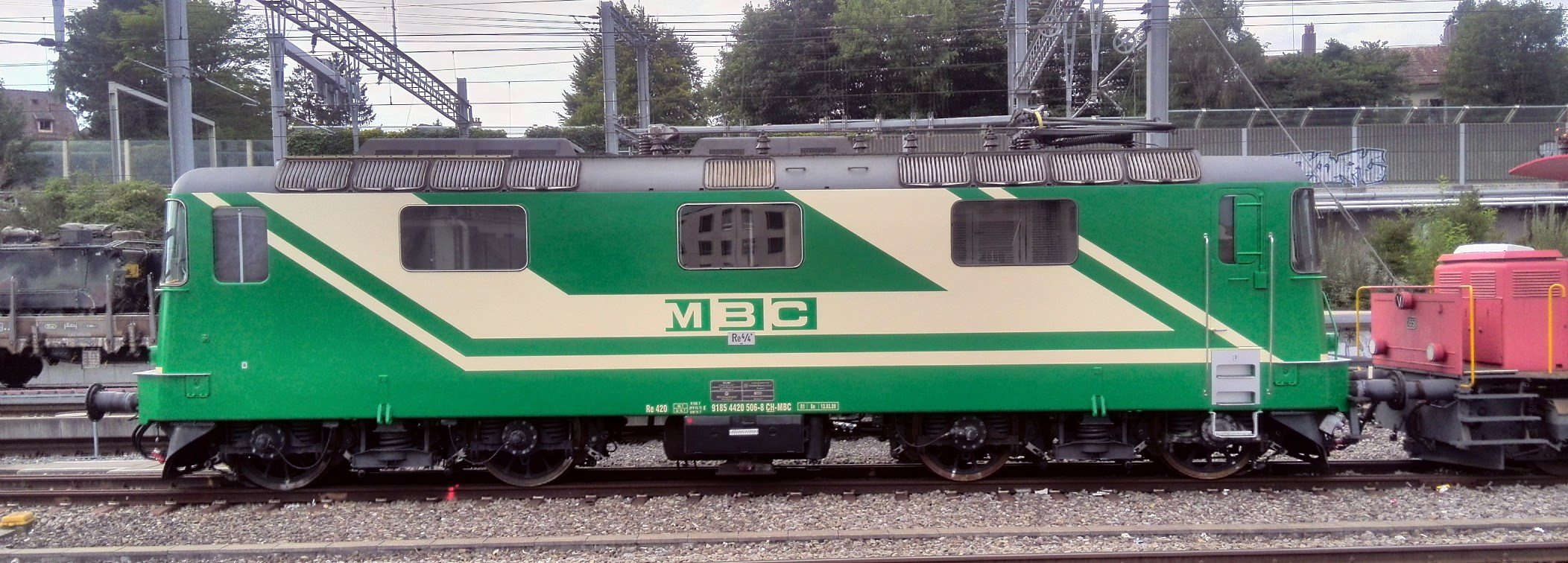
Re 420 506 des MBC

## Deuxième série

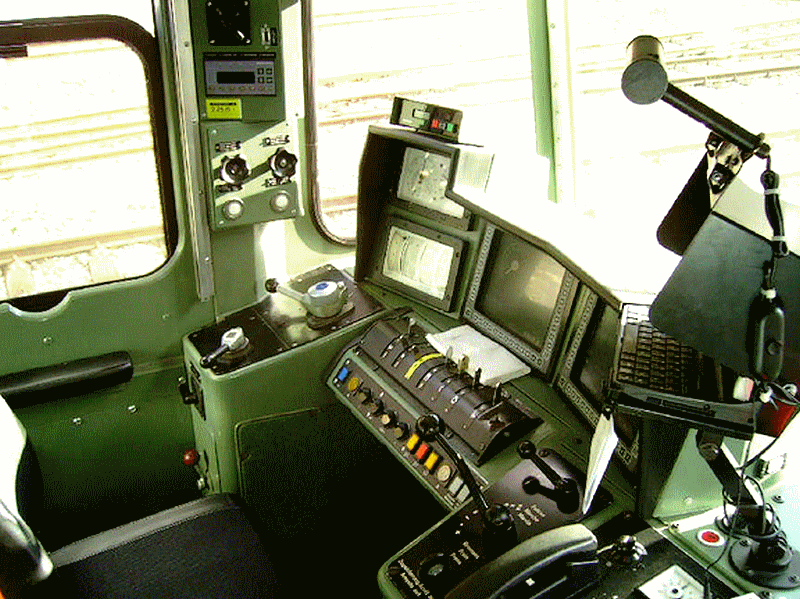
Poste de conduite d'une Re 4/4^{II}

221 exemplaires furent construits entre 1969 et 1985 et immatriculés 11156 à 11349 - 11371 à 11397. Les exemplaires de cette série disposent de deux pantographes unijambistes, la longueur hors tampons est plus généreuse (15 410 mm, soit 510 mm de plus que la 1re série).
Les exemplaires de la dernière commande passée en 1981 (nos 11371 à 11397) furent les seuls à disposer de projecteurs halogènes rectangulaires dès leur sortie d'usine, alors que toutes les autres Re 4/4II et Re 4/4III (et les Re 6/6) ne possédaient que des phares ronds à faible portée. Aujourd'hui, toutes les Re 4/4II et Re 4/4III sont équipées de projecteurs halogènes.
À noter que la dernière livrée (série 5) des Re 4/4II nos 11305 à 11349' et 11371 à 11397, les plaques latérales des usines de fabrication ne comportent plus que les sigles SLM et BBC, à la suite des rachats successifs de MFO et SAAS par BBC.
- Les locomotives nos 11155 et 11166 servirent aux essais de l’attelage automatique, appliqué plus tard aux compositions Swiss-Express. Celui-ci était apposé sur une seule face. Cependant, elles ne portèrent pas la livrée gris-orange, et ne circulèrent jamais avec les rames VUIII.
- Les locomotives nos 11156 à 11189 (à l'exception des 11172 et 11181) sont télécommandables par radio. Leur immatriculation est Ref 4/4II.
- Les locomotives nos 11160, 11162, 11218, 11242, 11368 furent équipées à titre d’essai d’une climatisation des cabines de conduite. Puis, en septembre 2003, les locomotives nos 11218, 11160, 11162, 11242, 11368 en bénéficièrent à leur tour. À ce jour, toutes les machines de la série encore en service en sont équipées.
- Les locomotives nos 11156 à 11192 et 11384 à 11396 (sauf 11172 et 11181) bénéficient du système de signalisation ETCS. Les machines nos 11265 à 11298 sont quant à elles équipées du système de signalisation en cabine FSS (= ETCS Niveau 2) pour les essais sur la ligne Zofingen – Sempach. Ces dernières sont marquées d’un triangle blanc sur les portes des cabines de conduite.

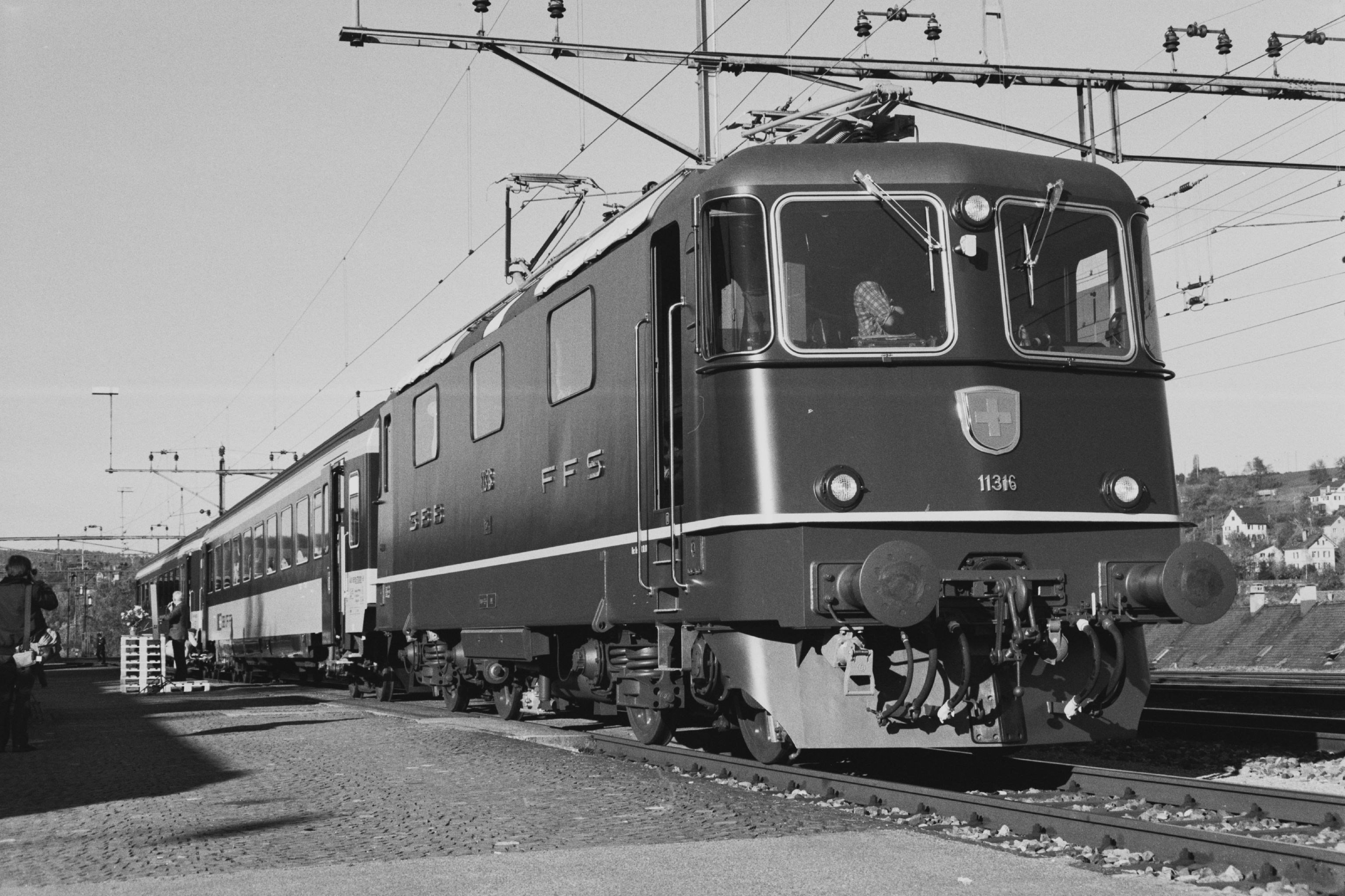
La Re 4/4II 11316, toute neuve, en novembre 1981 à Neuhausen
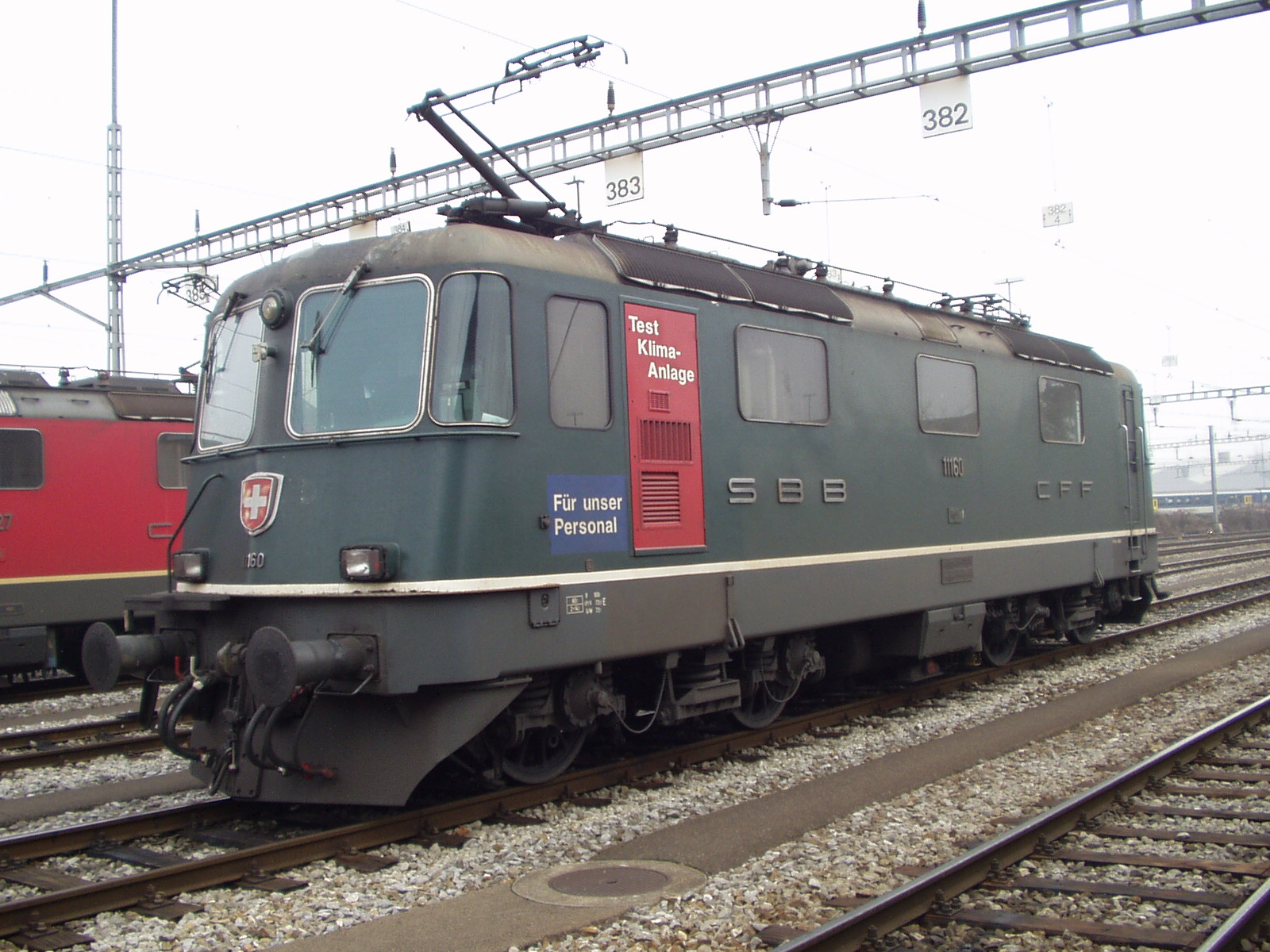
SBB-Re 4/4II 11160 en test de climatisation

### «Lindau-Loks»
Les locomotives nos 11195 à 11200 (initialement nos 11196 à 11201) reçurent sur l'un des pantographes une palette de 1 950 mm de large, leur permettant de circuler sous caténaires DB et ÖBB entre St. Margrethen et Lindau. Après un accident à Wolfurt, la 11201 fut équipée de deux pantographes au gabarit suisse et ce fut la 11195 qui reçut le pantographe large. En automne 2004, les locomotives 11199 et 11200 furent à nouveau équipées de deux pantographes unijambistes BBC au gabarit suisse.

### Re 4/4IITEE

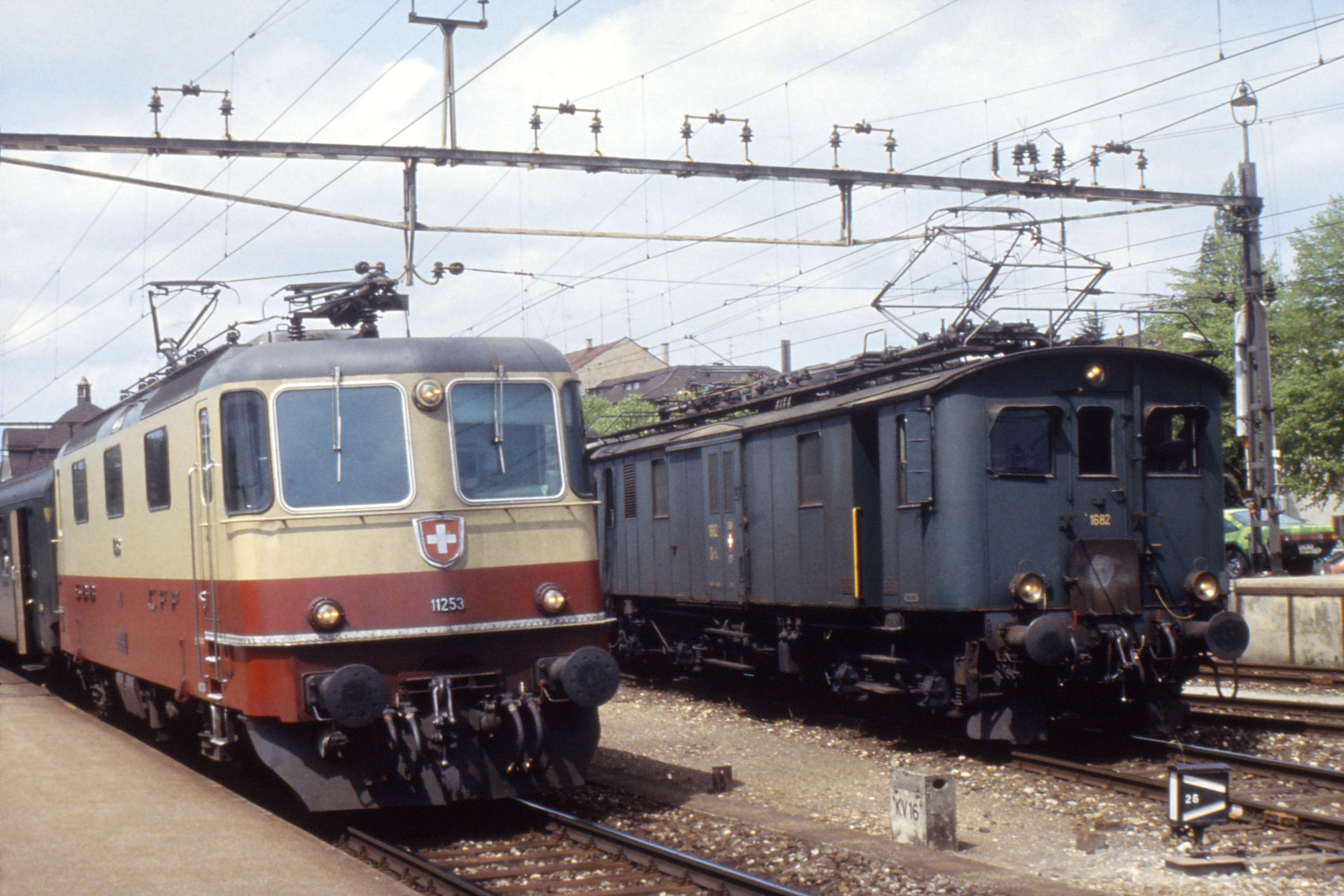
La Re 4/4 11253 en livrée TEE

Neuf Re 4/4II, à savoir les machines nos 11158 à 11161 et 11249 à 11253 reçurent à la livraison la livrée bordeaux et crème des Trans-Europ-Express. Elles furent attribuées à la traction de ces prestigieux trains : Helvetia, Arbalète et Roland pour les 11158-11161 du dépôt de Bâle, Lemano et Cisalpin pour les 11249-11253 basées à Lausanne.
À la fin des services TEE, la livrée bordeaux-crème fut conservée jusqu'à la prochaine révision générale. Helvetia, Arbalète et Roland cessèrent de circuler au 26 mai 1979 et les locomotives nos 11158 à 11161 furent normalisées en livrée verte en 1981/82. Le Lemano devint InterCity le 22 mai 1982 et le Cisalpin fut remplacé par un TGV dès le 22 janvier 1984. En conséquence, les Re 4/4II 11249 à 11253, qui avaient déjà cédé leur place aux Re 4/4IV en tête de ces deux relations dès 1982, furent rattachées au dépôt de Berne en 1983, mais ne reçurent la livrée rouge qu'en 1993 (1994 pour la 11252).

### Re 420
À la suite de la généralisation de la dénomination UIC, les Re 4/4II reçurent toutes l'appellation Re 420, à l'exception des nos 11371 à 11397 converties en Re 421 CFF Cargo.
Les Re 4/4II nos 11268, 11276, 11307, 11310, 11344, 11346 et 11347 furent converties en Re 420 CFF Cargo et reçurent à cet effet les appareils de sécurité Indusi et un pantographe à palette large.

### Re 420 «Lion»
Pour les besoins du S-Bahn de Zürich, 30 Re 4/4II, nos 11201 à 11230, furent entièrement rénovées et modernisées entre 2011 et 2016 dans les ateliers CFF de Bellinzone. Elles reçurent ainsi de nombreuses modifications électriques et mécaniques, sans oublier une livrée moderne semblable à celle des Re 460. Elles furent en outre équipées de pantographes du type WBL-85 et des mêmes tampons rectangulaires que ces dernières, ainsi que de nouveaux phares LED.
La Re 420 230 fut remise en réparation dans les mêmes ateliers à la suite d'une collision à Neuhausen survenu le 10 janvier 2013.

### Re 420 avec attelage automatique
La Re 420 280 fut équipée en août 2018, en tant que prototype, du nouvel attelage hybride CargoFlex (type Scharfenberg) de Voith et reçut les inscriptions « Vorwärts ! » d'un côté et « En avant toute ! » de l'autre. Jusqu'à présent, 19 locomotives ont été équipées de cet attelage, qui fait partie du projet d'automatisation des manœuvres à une personne de CFF Cargo,. La Re 420 288 est la deuxième locomotive à avoir également reçu les inscriptions promotionnelles pour l'attelage automatique, mais contrairement à la Re 420 280, elle porte sur un côté l'inscription en italien « Avanti tutta ! »

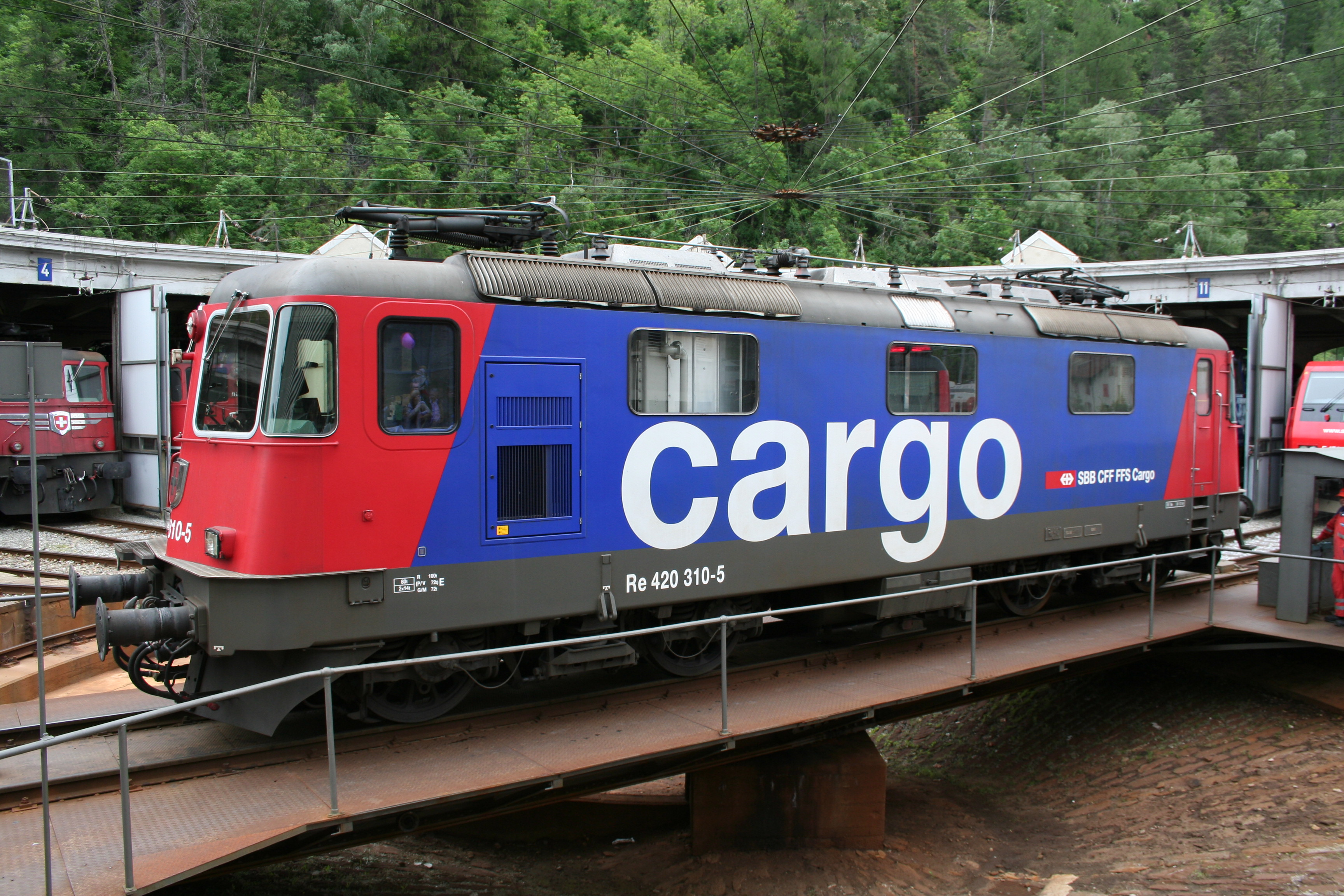
Re 420 en livrée CFF Cargo
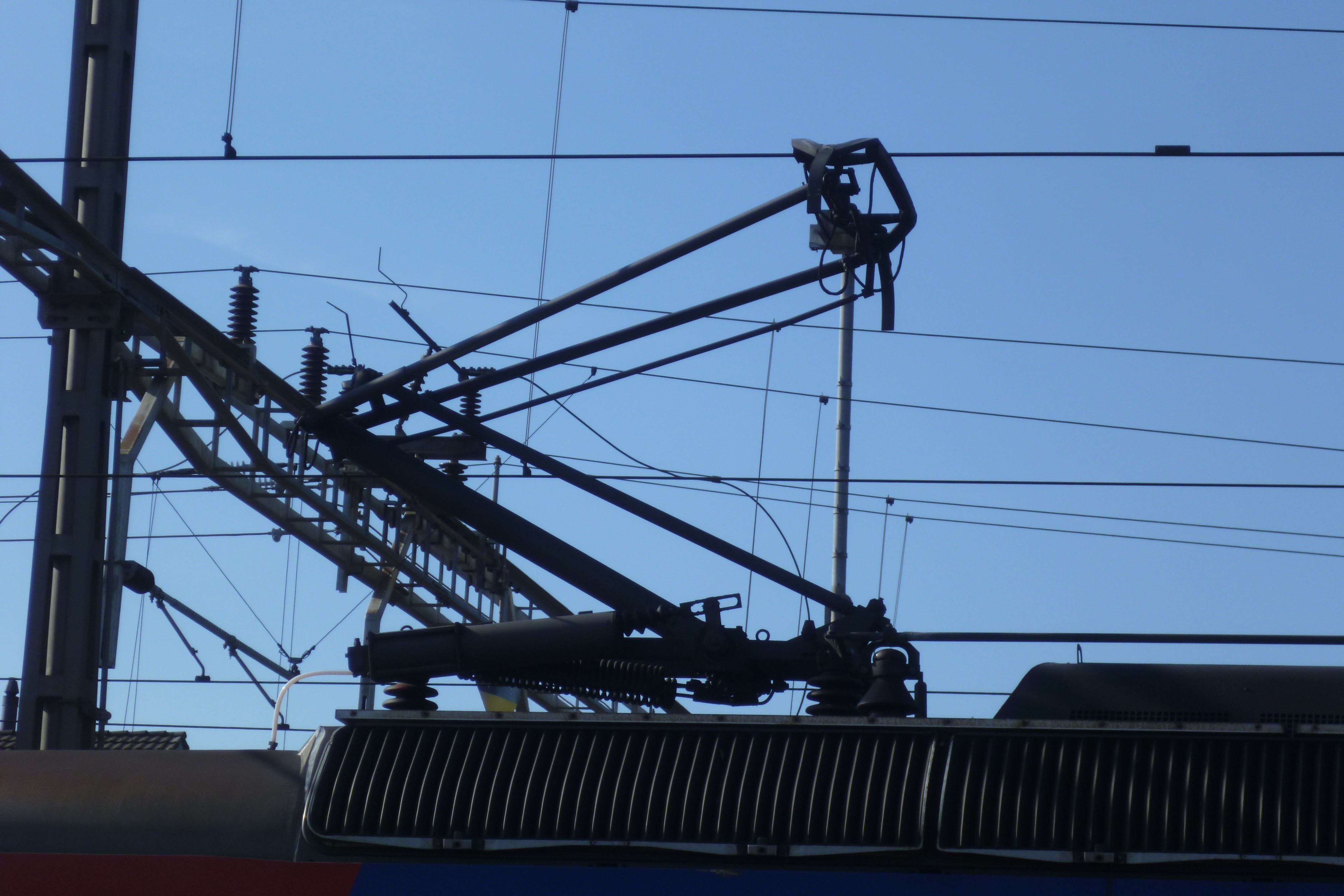
Détail du pantographe
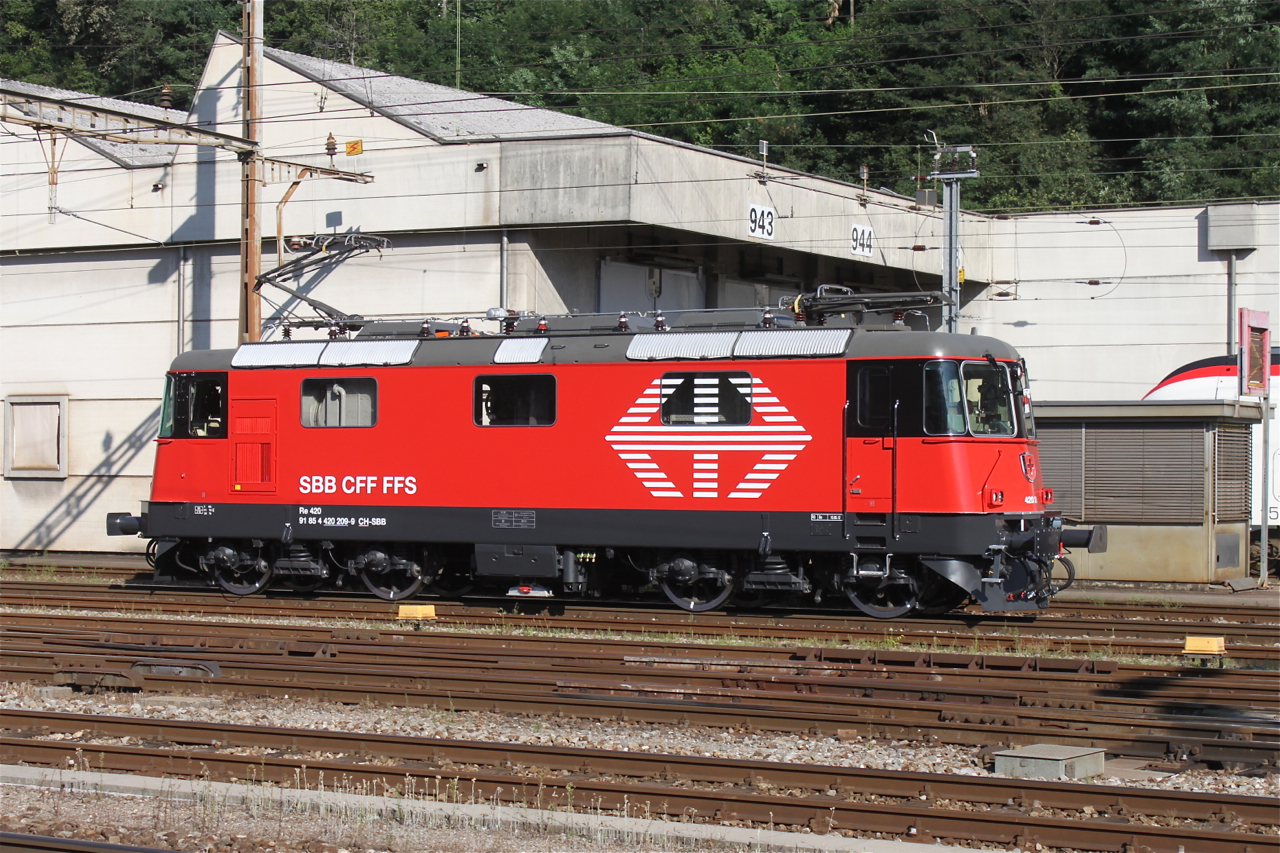
Re 420 209 à Bellinzone le 10 août 2012
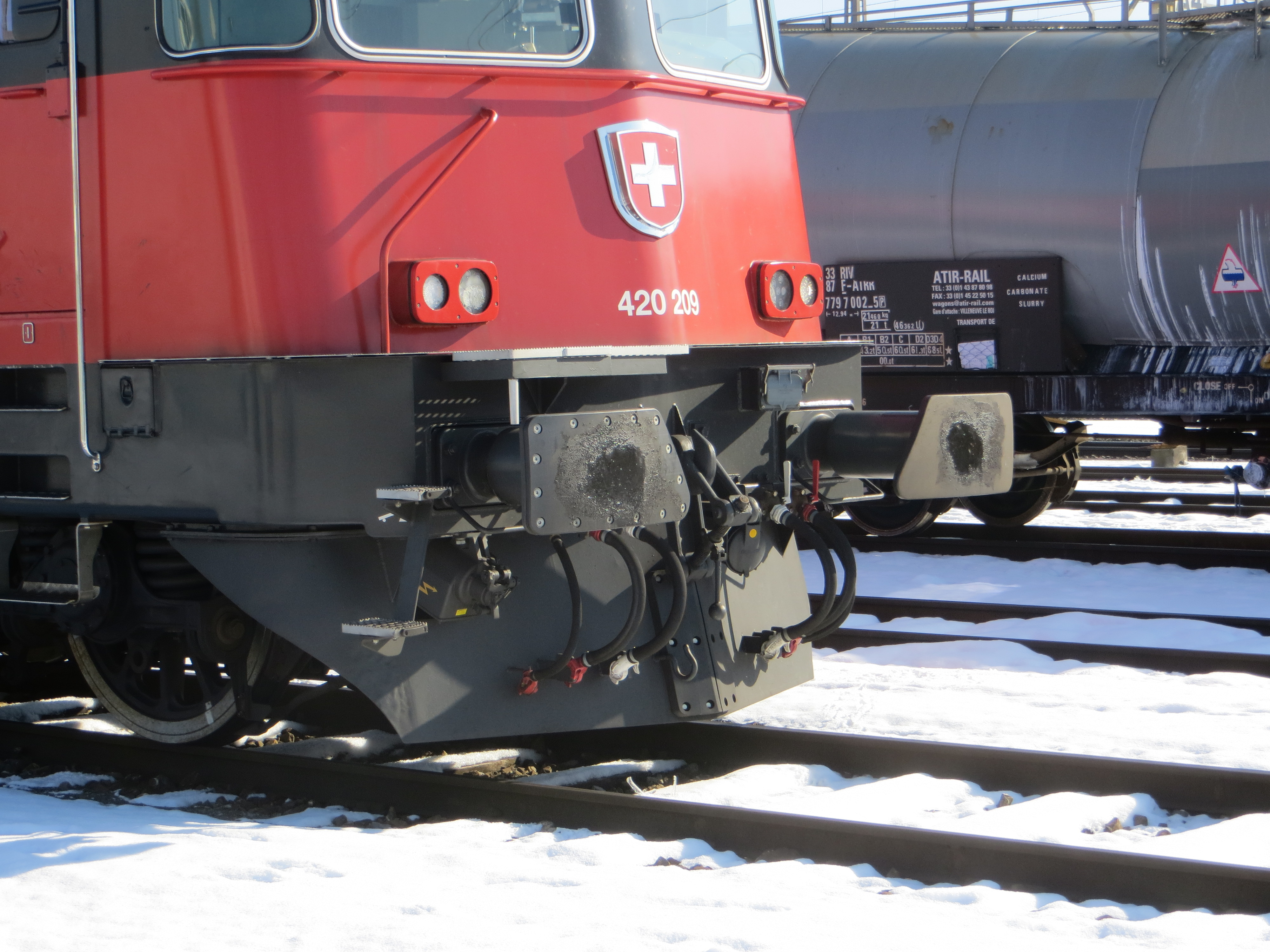
Détail de la face avant Re 420 209

### Re 421
Les Re 421 sont les anciennes 4/4II nos 11371 à 11397 construites entre 1984 et 1985. Elles sont transformées en Re 421, nos 421 371 et 421 397, entre 2003 et 2005, à l'exception de la 11382 (détruite en 2002 par un incendie) et reçoivent la livrée CFF Cargo. Elles sont depuis toutes équipées des appareils de sécurité Indusi et d'un pantographe à palette large (comme le furent les Re 4/4 II nos 11196 à 11201) leur permettant de circuler en Allemagne sur le réseau de la DB. Cependant, elles ne peuvent rouler en Allemagne qu'à la vitesse maximale de 120 km/h avec ce pantographe, ce qui suffit pour le transport de marchandises. Leurs compresseurs d'air, chrono-tachymètres et tachygraphes sont aux normes DB, et elles possèdent une radio sol-train en conformité avec les systèmes allemands. Malgré leur livrée spécifique au trafic des marchandises, ces locomotives tractent les trains de voyageurs EuroCity (EC 190 à 197, Bâle CFF/Zürich HB - München Hbf) entre Zürich HB et Lindau en empruntant une partie du réseau ferroviaire autrichien.
En janvier 2018, les Re 421 373 et 381 furent vendues à la compagnie Widmer Rail Services (WRS). Puis, en octobre 2019, ce fut au tour des Re 421 387 et 393, reprises par la société IRSI (International Rolling Stock Investment GmbH) à Frauenfeld. Placées dans la compagnie TR Trans Rail, elles bénéficièrent d'une révision aux ateliers CFF de Bellinzone, ainsi que d'une nouvelle livrée TEE, à savoir bordeaux-crème pour la 393 et cobalt-crème pour la 387. Homologuées pour la Suisse, l'Allemagne et l'Autriche, elles sont désormais utilisées pour le transport de marchandises de la société, ou alors louées pour des trains touristiques.

En octobre 2020, la Re 421 374 fut rachetée par Swiss Rail Traffic (SRT). La Re 421 379 appartient quant à elle à l'association Dampflok-Depot Full depuis mai 2021. Enfin, en août 2022, la société Umwelt + Transportlogistik (UTL) reprit les Re 421 371 et 383. À ce jour, il ne subsiste donc plus aucune machine de ce type chez CFF Cargo, la dernière locomotive ayant été ferraillée en août 2023. 

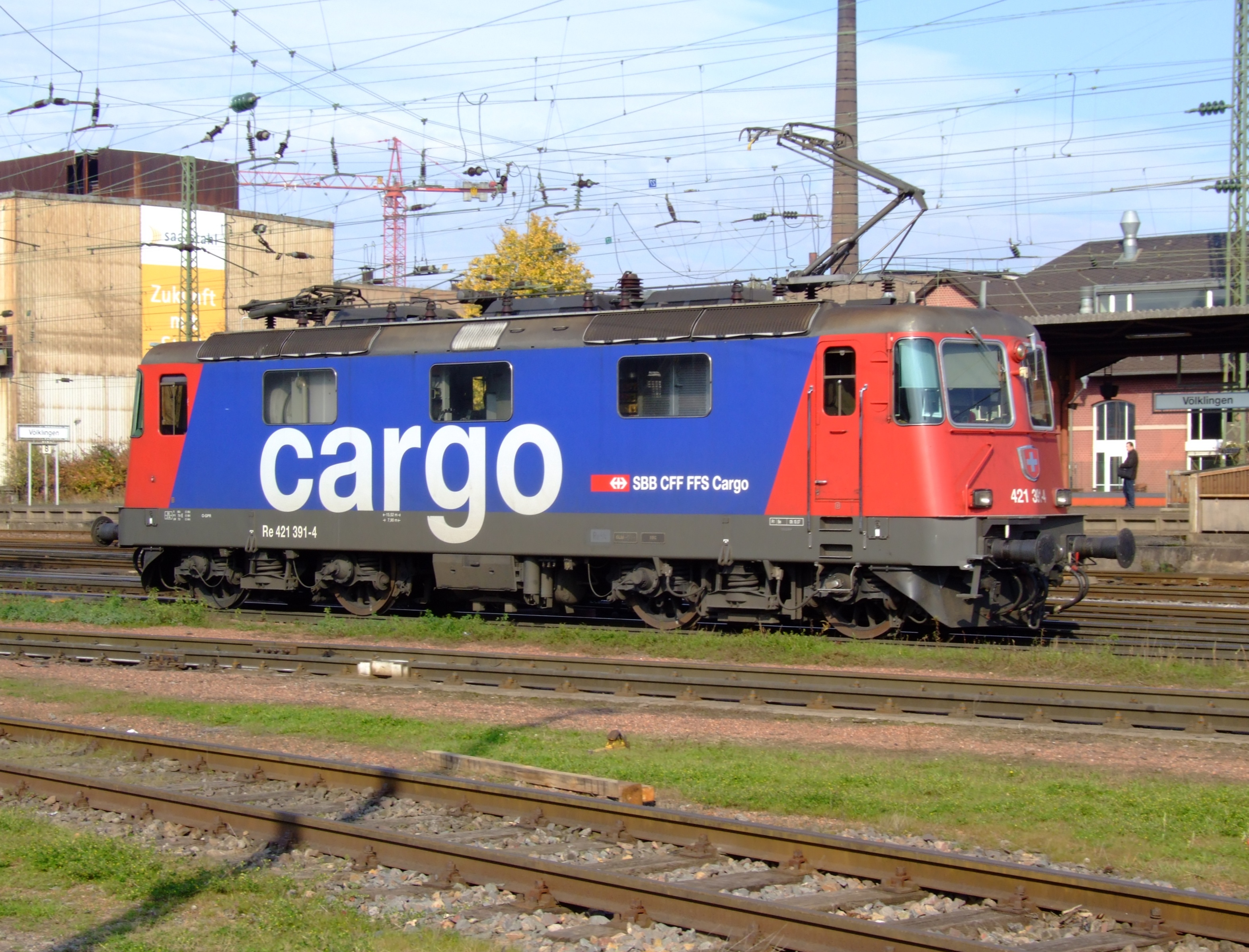
Re 421 391 de CFF Cargo à Vöklingen (Sarre, Allemagne)
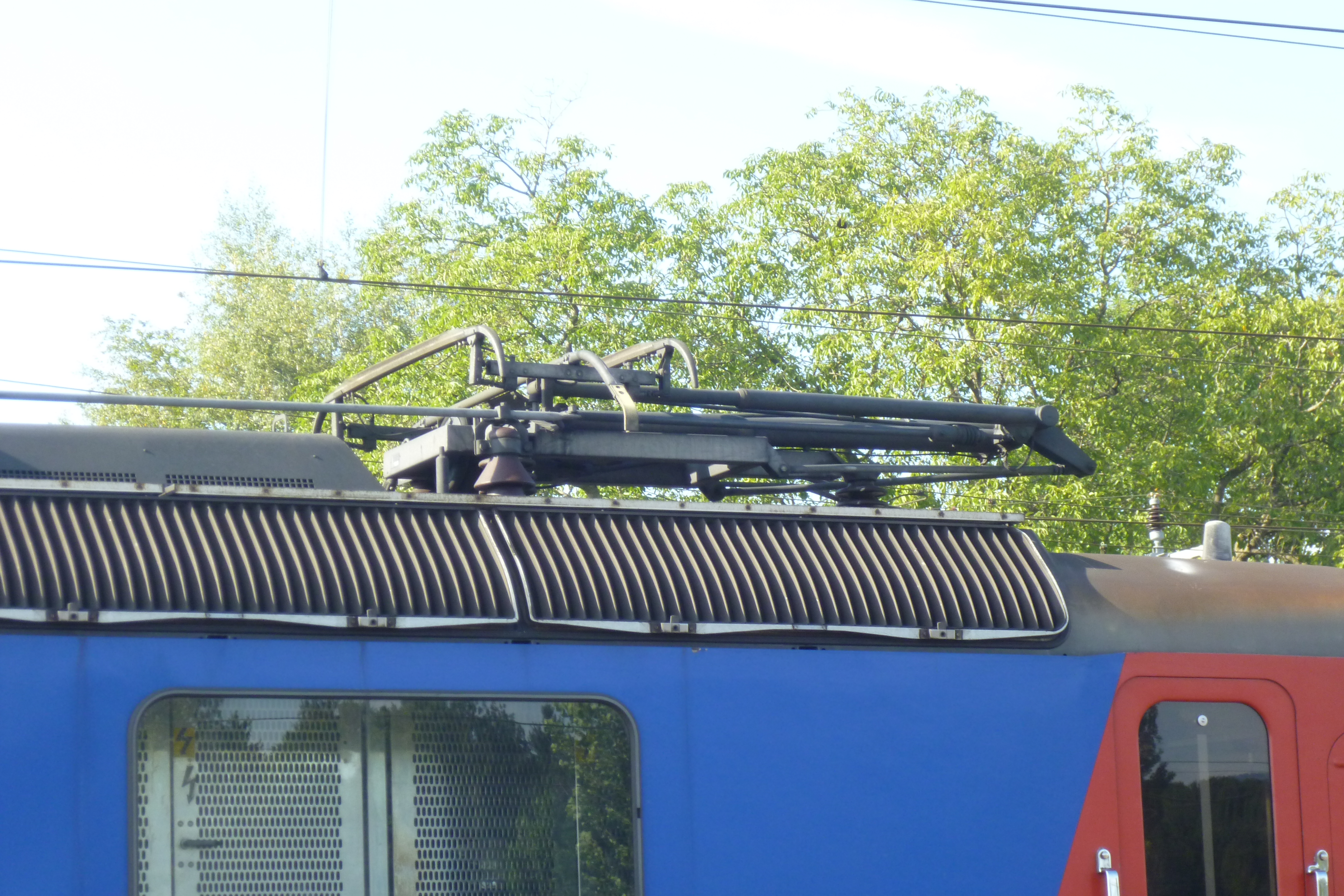
Détail du pantographe DB de la Re 421 380

## Re 4/4IIMThB

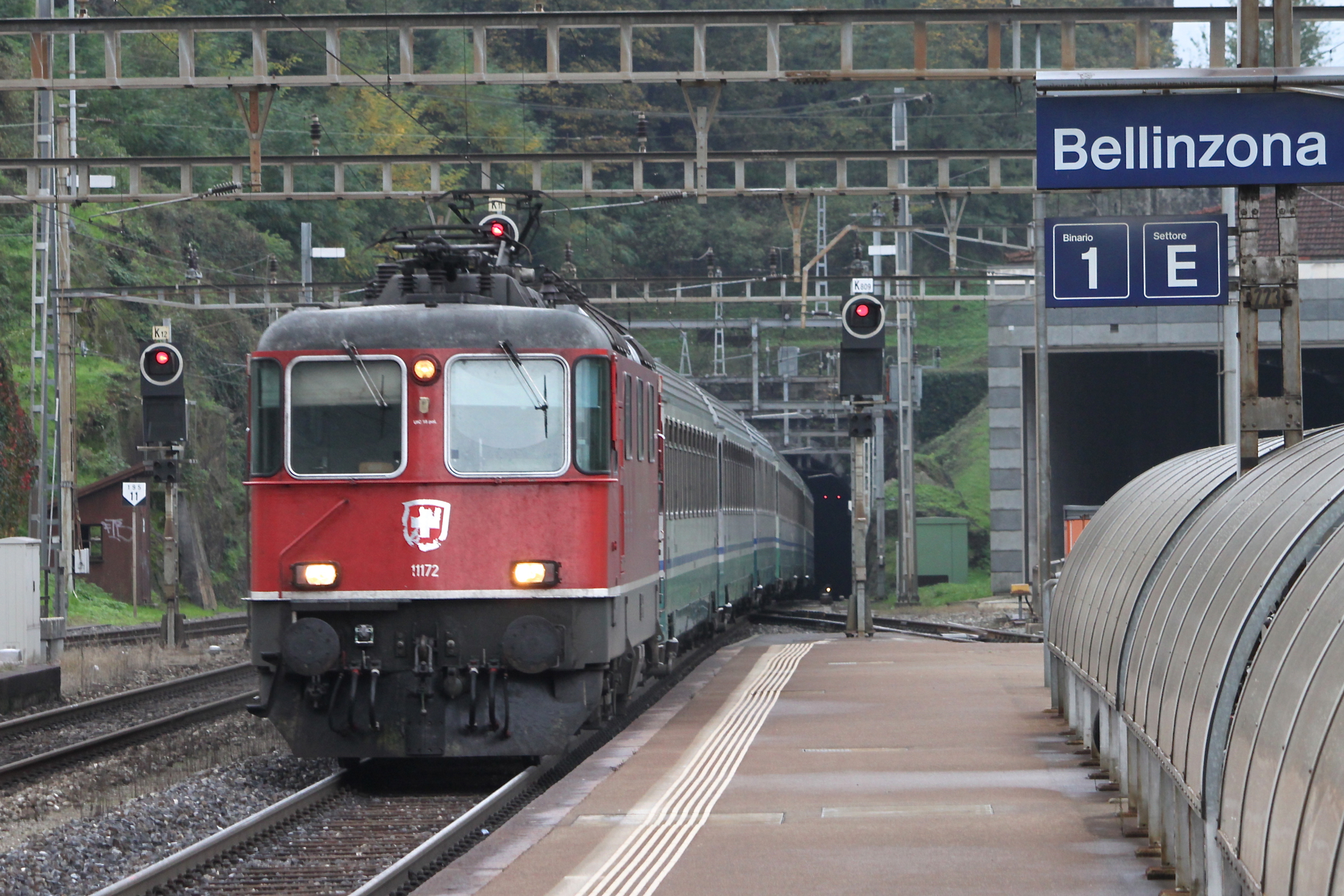
La « nouvelle »Re 4/4II 11172 à Bellinzone. On distingue très nettement l'écusson autocollé qui s'effrite.

En même temps que l'EBT passait commande pour 2 Re 4/4III, le MThB en profita également et acquit un exemplaire de Re 4/4II. Livrée en 1969, elle reçut le numéro 21. Tout comme ses homologues du groupe EBT-SMB-VHB, elle avait des phares de grande taille et un écusson thurgovien frontal.
Lors de la faillite du MThB en 2003, les CFF reprirent l'ensemble du matériel roulant de la défunte compagnie et le placèrent dans la société Thurbo qu'ils possédaient à parts égales avec le MThB. La Re 4/4II 21 étant inutile à Thurbo, elle intégra le parc CFF sous le numéro 11172, numéro laissé vacant à la suite de l'accident de la première locomotive 11172 le 8 décembre 1978 à Vaumarcus. Dorénavant, l'ex MThB 21 se distingue par ses inscriptions SBB-CFF/SBB-FFS, ses numéros et ses écussons frontaux collés.

## Re 4/4III

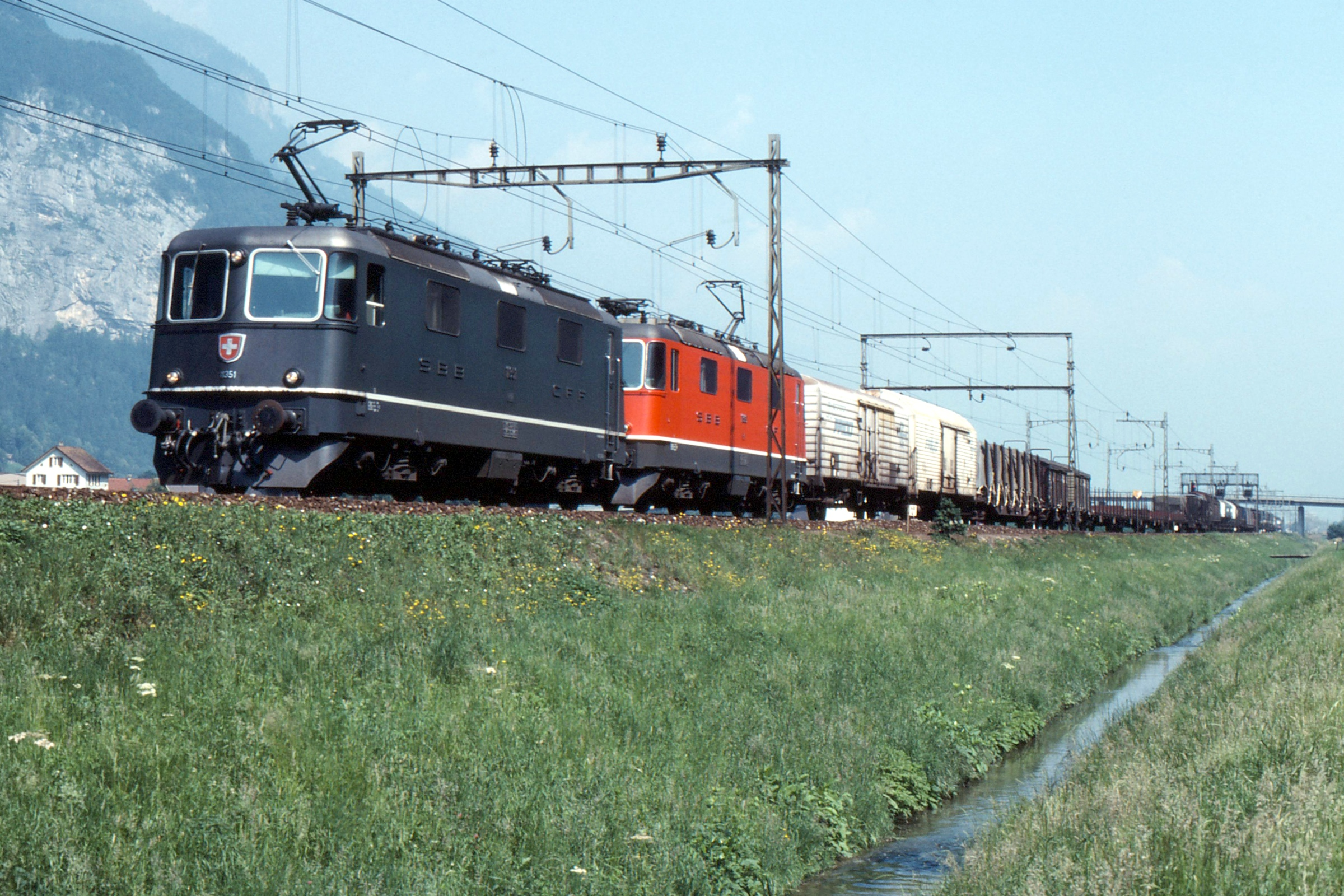
Re 4/4III 11351

En 1967 déjà, le chemin de fer SOB profita de la série pour passer commande d'un modèle avec engrenages de traction différents (démultiplication de 1:3,107 contre 1:2,636), permettant ainsi un meilleur effort de traction sur les rampes raides de leur ligne, au détriment d'une vitesse maximale réduite (125 km/h).
À la 5e commande (1970), les CFF ajoutèrent vingt locomotives ainsi modifiées (nos 11351 à 11370). La série prit alors la dénomination de Re 4/4III. Le groupe EBT-SMB-VHB acquit également cinq Re 4/4II.

## Livrées
Les 6 prototypes furent livrés dans l'ancienne livrée des CFF (arborée notamment par les Re 4/4 I et les Ae 6/6), à savoir vert sapin brillant pour la totalité de la caisse et gris-argent pour la toiture. En 1967 cependant, une nouvelle livrée fut introduite : un vert plus mat remplaça la couleur de base, le bas de la caisse fut peint en gris et séparé du reste de la carrosserie par un filet blanc.
Dès leur livraison, les Re 4/4II de série arborèrent donc cette livrée, exception des nos 11158 à 11161 et 11249 à 11253 qui reçurent les couleurs des TEE. Les tout derniers exemplaires furent livrés rouges aux CFF, ceux-ci ayant décidé, peu avant le passage en peinture des dernières locomotives de la série, d'adopter le rouge comme couleur uniforme de leurs locomotives. Petit à petit au fil des révisions générales, la série se muta donc en rouge, et plus tard encore, en livrée CFF Cargo pour certains exemplaires. En Juillet 2022, il ne restait plus que la 11335 chez CFF Cargo et la 11161 chez CFF Voyageurs en livrée verte.

### Livrées spéciales et publicitaires
- Re 4/4II no 11181 : livrée  "psychédélique" de l'artiste argovien Daniel Bourret (juillet 1983 – février 1985), puis livrée spéciale Zugkraft Aargau (similaire à celle de la Re 460 034-2), à l’occasion de la mise en service des trains régionaux rapides RX entre Baden et Aarau (mai 1999 – février 2005)
- Re 4/4II no 11228 : livrée publicitaire Kuoni (juin 1998 – juillet 2007)
- Re 4/4II no 11238 : livrée spéciale pour les 75 ans du SEV (Syndicat suisse des cheminots) (mai 1994 – janvier 1995)
- Re 4/4II no 11276 : livrée prototype vert-menthe de CFF Cargo (novembre 1999 – octobre 2002)
- Re 4/4II no 11320 : livrée orange InterregioCargo (mai 2009 – novembre 2022)
- Re 4/4II no 11322 : 2 × 150=222 : livrée publicitaire pour l'abonnement ½-tarif 2 ans des CFF (août 1997 – février 2001)
- Re 421 383-1ː livrée publicitaire "rail adventure" (juin 2011-mai 2012)[20]
- Re 421 371-5, 379-9, 383-1, 392-2 et 394-8 : livrée pour la liaison Zurich - München[20]
- Re 420 268-5 : livrée spéciale Gottardo 2016 (mai 2015-)
- Re 4/4 II 11335 : livrée d'origine (livrée verte) après sa révision à Bellinzone (depuis juillet 2021)[23]

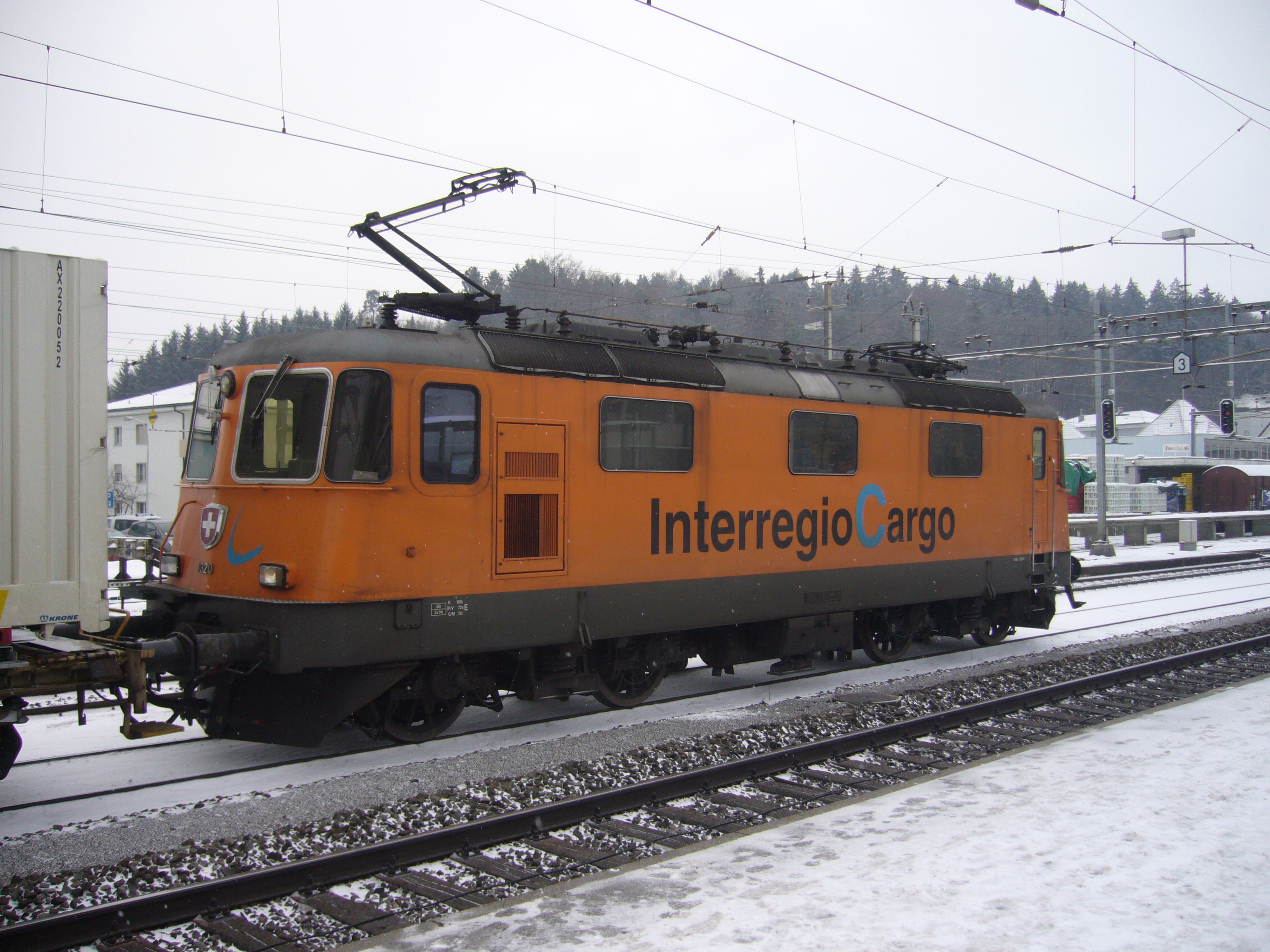
La 11320 en livrée Interregio Cargo
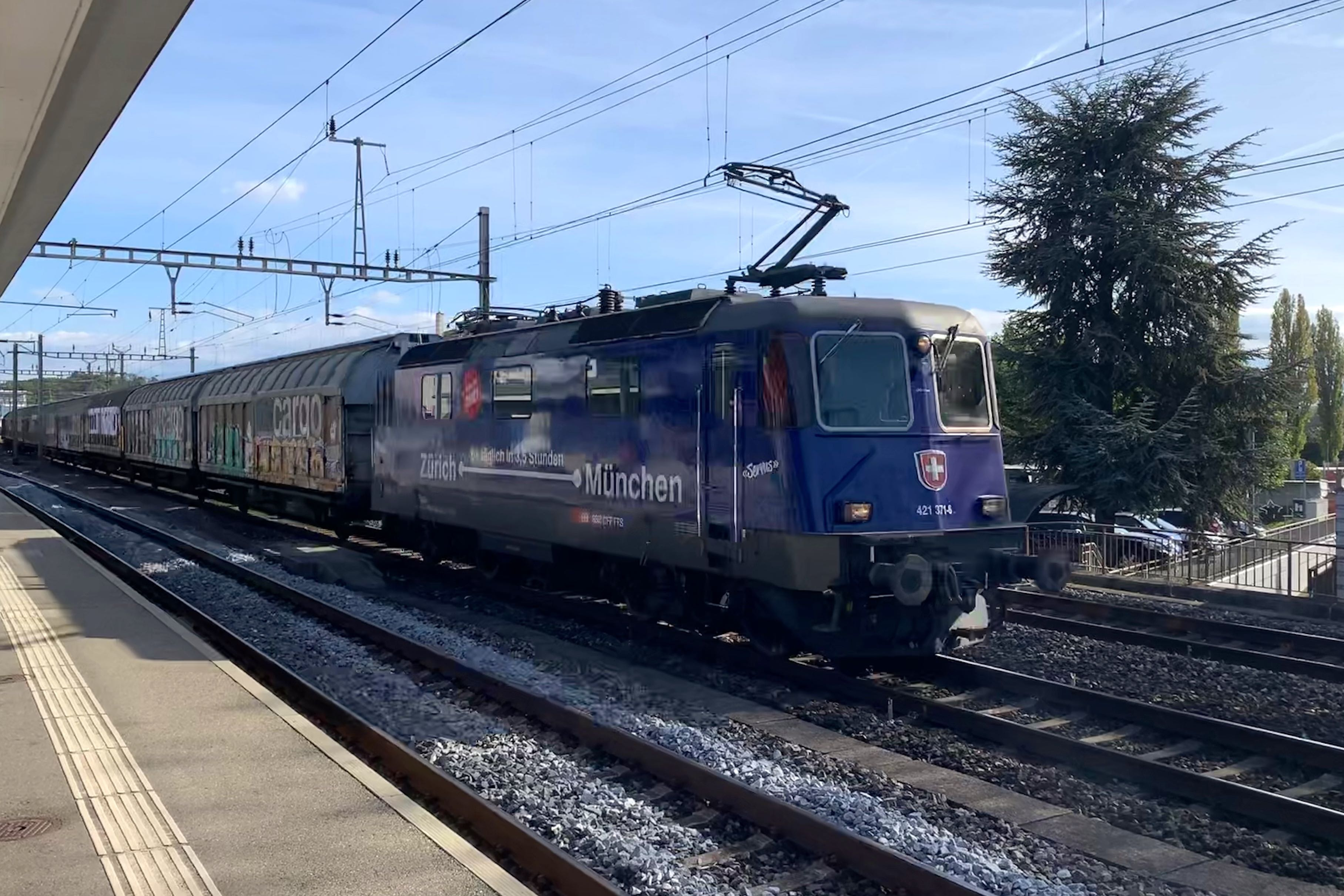
La Re 421 371 en livrée Zurich – München

### Re 4/4IIblasonnées et baptisées
Initialement, les 25 premières locomotives de la série Ae 6/6 (nos 11401 à 11425) arboraient des « moustaches » chromées et reçurent en baptême les écussons des 25 cantons suisses. Les 25 suivantes (nos 11426 à 11450, sans moustaches chromées) les écussons des chefs-lieux.
Lorsque fut créé en 1979 le 26e canton suisse, le Jura, il fallut également lui trouver une locomotive. Toutes les Ae 6/6 étant déjà baptisées, on choisit de prendre l'une des deux « Jurassiennes », en l'occurrence la no 11483 « Porrentruy » pour y apposer les couleurs du nouveau canton (l'autre, la no 11482, portait l'écusson de Delémont, chef-lieu du Jura). Comme il était hors de question de faire disparaître le blason qui avait été payé par la commune, on décida d'attribuer l'écusson au sanglier à une locomotive d'une autre série. Ce fut donc la Re 4/4II no 11239 qui eut l'honneur de recevoir les armes de Porrentruy.
En mars 2016, à l'initiative du Team Historic d'Erstfeld, une autre Re 4/4II, la 11278 reçut le blason de la ville de Cham (Canton de Zoug) en mars 2016 à la suite de la mise au rebut de la Re 6/6 11673 (prise en écharpe le 13 mai 2015) qui le portait auparavant.
La Re 420 191 (anciennement 11191) porte quant à elle le nom "Depot G", qui fait référence à l'une des remises des CFF de la gare de Zurich, au Nord du faisceau des voies.

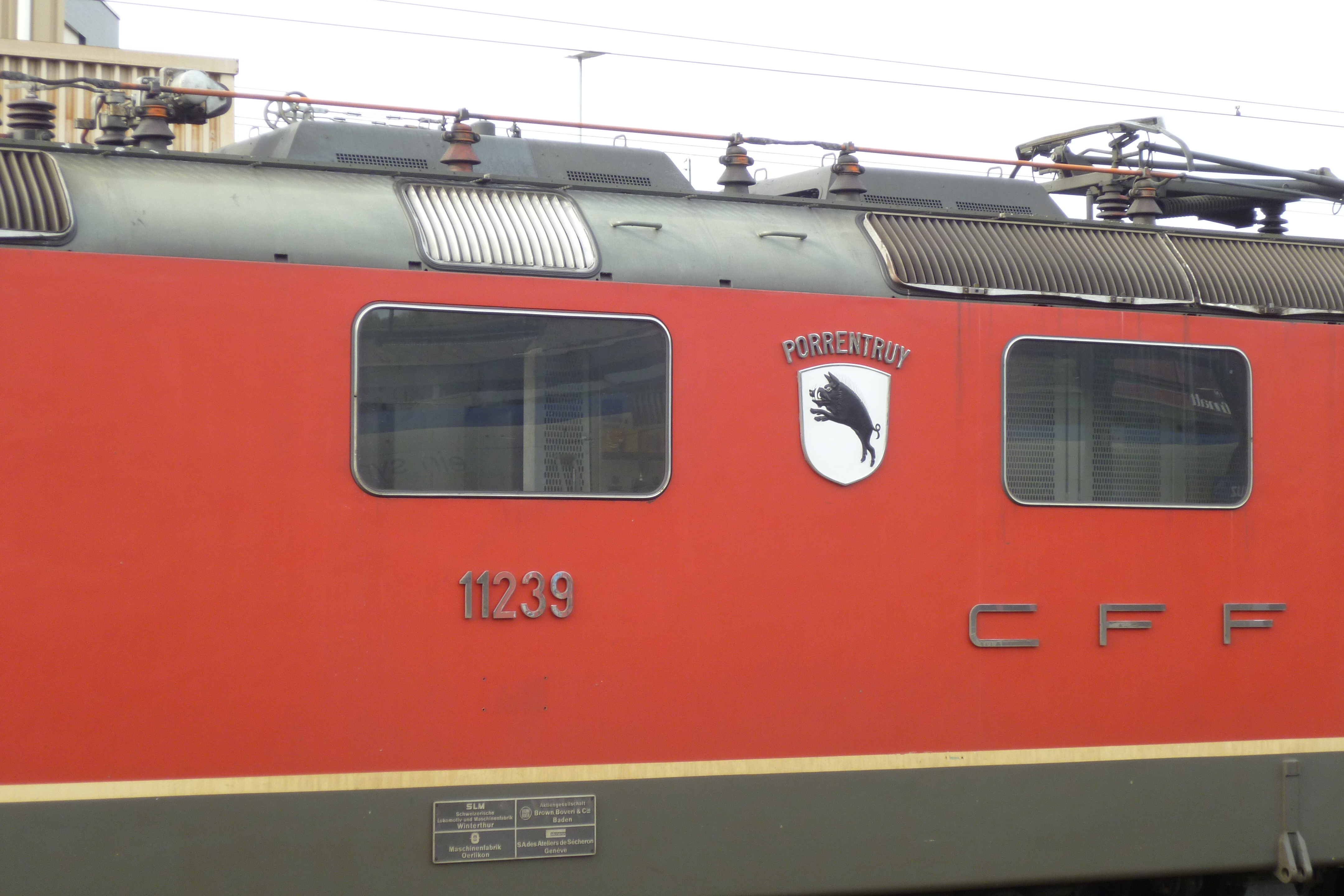
Détail de l'écusson de la Re 4/4II 11239 « Porrentruy »
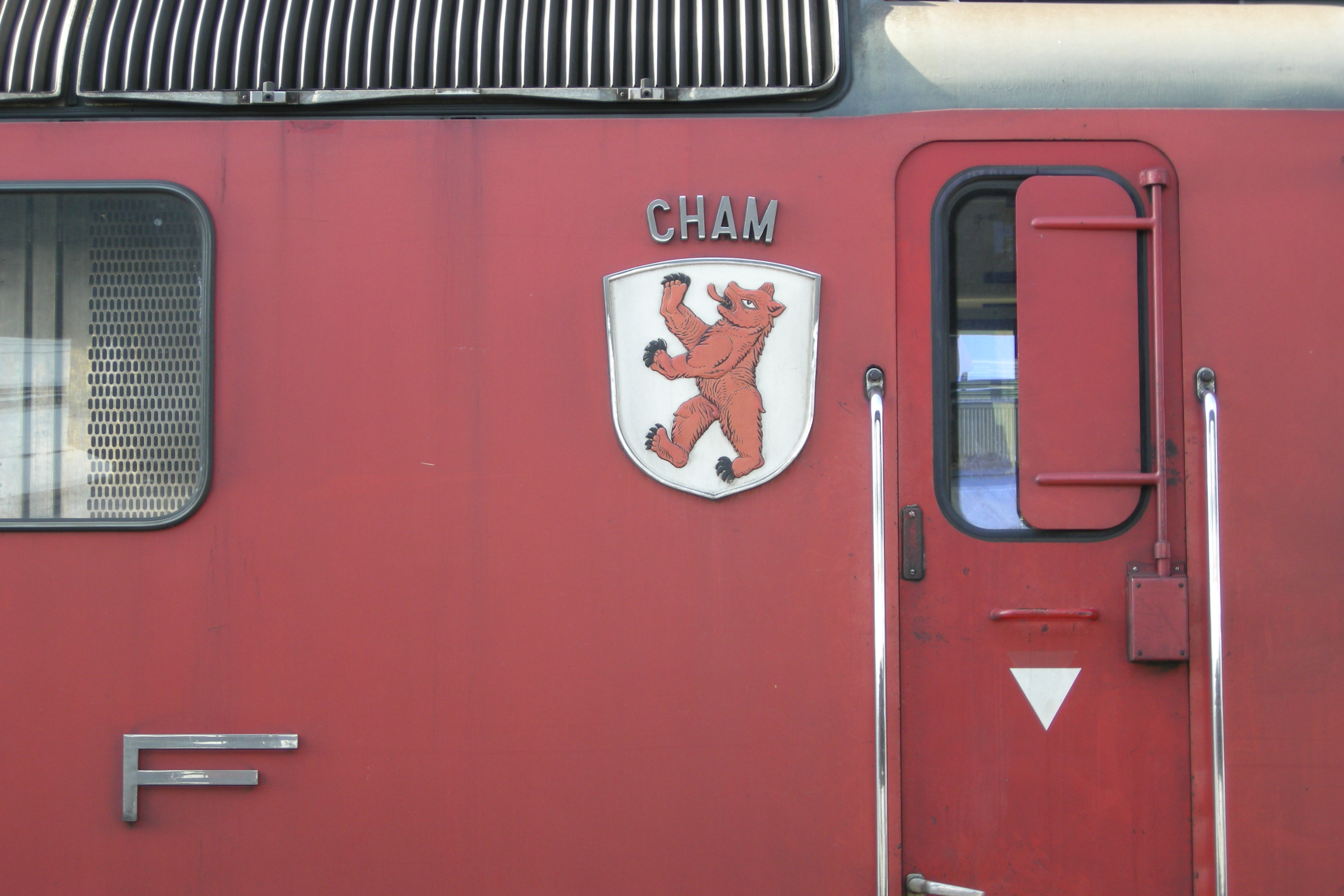
Détail de l'écusson de la Re 4/4 1178 « Cham »

## Réformées et accidentées

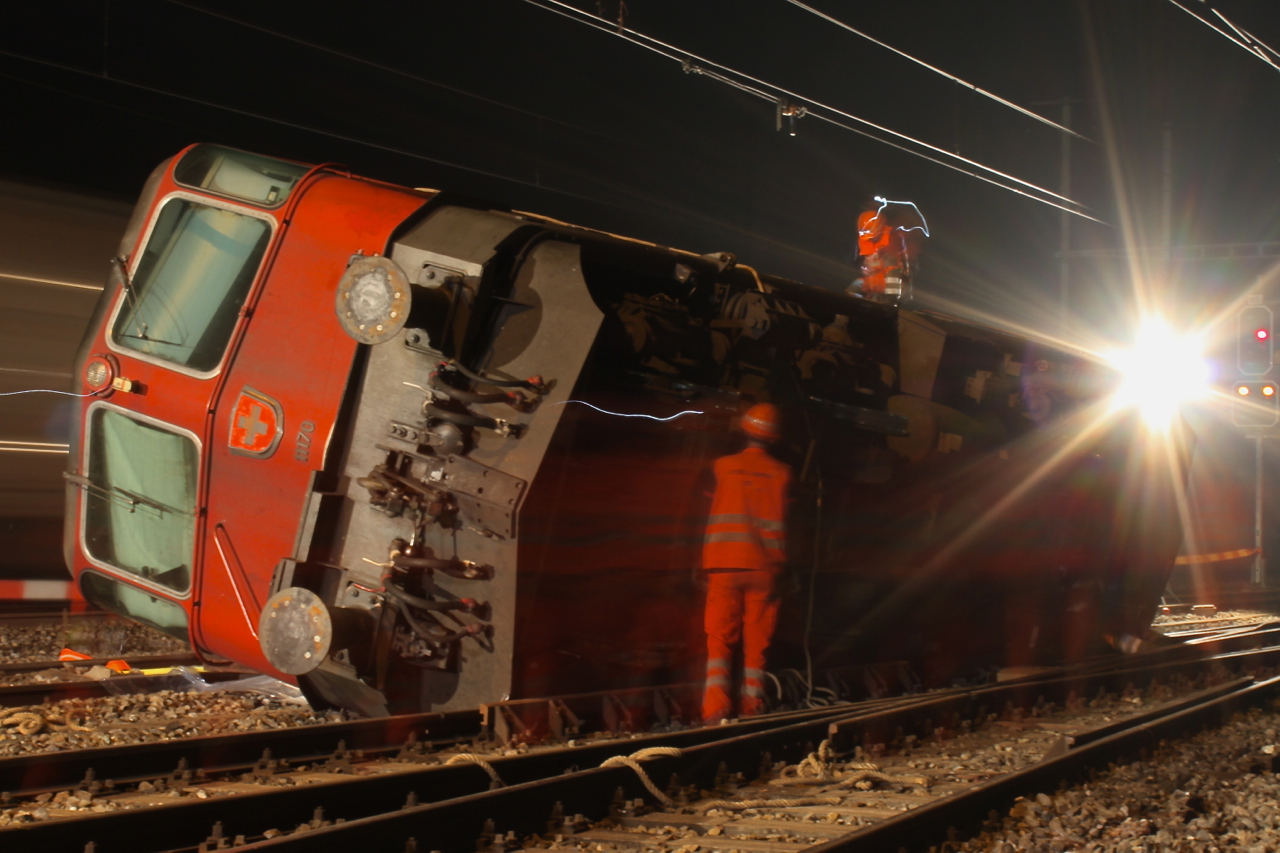
La Re 4/4 II 11170 accidentée à Chavornay le 28 octobre 2009.

- 11113 - Reformée le 3 août 2004 à la suite d'une collision à Zürich qui eut lieu le 24 octobre 2003.
- 11120 - Accidentée le 6 novembre 1987 à Rupperswil avec les 11124 et 11230 en traction double.
- 11141 - Réformée le 1er octobre 2007. Elle servit pour le chauffage des rames à Bienne, puis fut remise en service le 18 septembre 2009.
- 11169 - Accidentée le 29 septembre 1982 à Bümpliz.
- 11170 - Accidentée le 28 octobre 2009 à Chavornay.
- 11172 - Réformée après un accident à Vaumarcus qui eut lieu le 8 décembre 1978. Le numéro 11172 a été repris par l'ex MThB no 21.
- 11215 - Accidentée le 4 septembre 1987 à Coire avec l'Ae 6/6 11403.
- 11233 - Accidentée le 12 septembre 1990 à Bern-Wylerfeld.
- 11236 - Accidentée le 5 août 1991 à Bevaix avec l'Ee 3/3 16384.
- 11239 - Accidentée le 3 novembre 1982 à Grandvaux.
- 11268 - Accidentée le 10 février 2005 à Villnachern.
- 11282 - Réformée en décembre 1975 après un accident à Landquart le 30 octobre 1975.
- 11287 - Accidentée le 12 avril 1989 à Winterthur avec le prototype Ae 6/6 11401.
- 11302 - Accidentée le 1er octobre 1990 à Muttenz.
- 11304 - Accidentée le 16 septembre 1996 à Courfaivre avec la RBDe 4/4 2164.
- 11312 - Réformée en octobre 1985 après un accident à Renens le 14 septembre 1985.
- 11315 - Accidentée le 7 juin 1988 à Concise avec l'Ae 4/7 10988[A 6]
- 11323 - Réformée le 1er juillet 2005 à la suite d'un incendie dû à l'explosion de son graduateur à Arth-Goldau le 23 mars 2005.
- 11343 - Accidentée le 26 juillet 1988 à Aigle.
- 11382 - Réformée en juillet 2002 à la suite d'un incendie survenu dans la Leventina le 31 janvier 2001
- 11334 - Accidentée le 19 mai 2025 au nord de Saint-Gall[26]

## Retrait et préservation
Aucun prototype n'a été conservé. La Re 4/4II 11101, endommagée par le contact fréquent avec les produits utilisés pour le lavage des compositions qu'elle manœuvrait, a été mise hors service en mai 2013, puis ferraillée en avril 2015. Les six autres prototypes, partis au BLS, ont été démolis en 2010.
À la suite de la mise en service de nouvelles rames voyageurs et de locomotives plus modernes, les Re 420 et 421 sont progressivement appelées à disparaître ou à être vendues. Dès février 2018, plusieurs unités sont retirées du service et envoyées à la ferraille. En janvier 2024, 81 Re 420 (ainsi que les 18 Re 421 non vendues) ont déjà été démolies. Un exemplaire a également été proposé à la vente sur la plateforme CFF Resale. 
Différents exemplaires ont cependant d'ores et déjà été préservés pour la postérité.
| Numéro CFF d'origine | Livrée                     | Propriétaire                       | Acquisition   | Statut                                                 | Remarques |
| -------------------- | -------------------------- | ---------------------------------- | ------------- | ------------------------------------------------------ | --- |
| 11108                | Swiss-Express              | CFF Historic, Olten                | Date inconnue | Hors service, exposée au Musée des Transports, Lucerne | |
| 11110                | BLS                        | Extrazug, Langnau                  | Juillet 2022  | En restauration                                        | Ex-BLS |
| 11141                | Swiss-Express              | DSF, Koblenz                       | Décembre 2022 | En état de marche                                      | Remise en état d'origine par DSF : Repeinte en livrée Swiss-Express, retrait de la climatisation et Phares ronds d'origine recrées. |
| 11173                | Verte                      | DSF, Koblenz                       | Août 2020     | En état de marche                                      | Première Re 4/4 II remise en état d'origine, n'a jamais reçu de climatiseur                                                         |
| 11379                | Publicité "Zürich-München" | Dampflok-Depot Full, Full-Reunthal | Mai 2021      | En état de marche                                      | |

## Modélisme ferroviaire
Étant donné qu'il s'agit de la plus grande série de locomotives de Suisse, les fabricants de modèles réduits ferroviaires en reproduirent et repoduisent encore régulièrement plusieurs modèles dans différents états de service. La liste n'est pas exhaustive.

### Échelle HO (1/87)

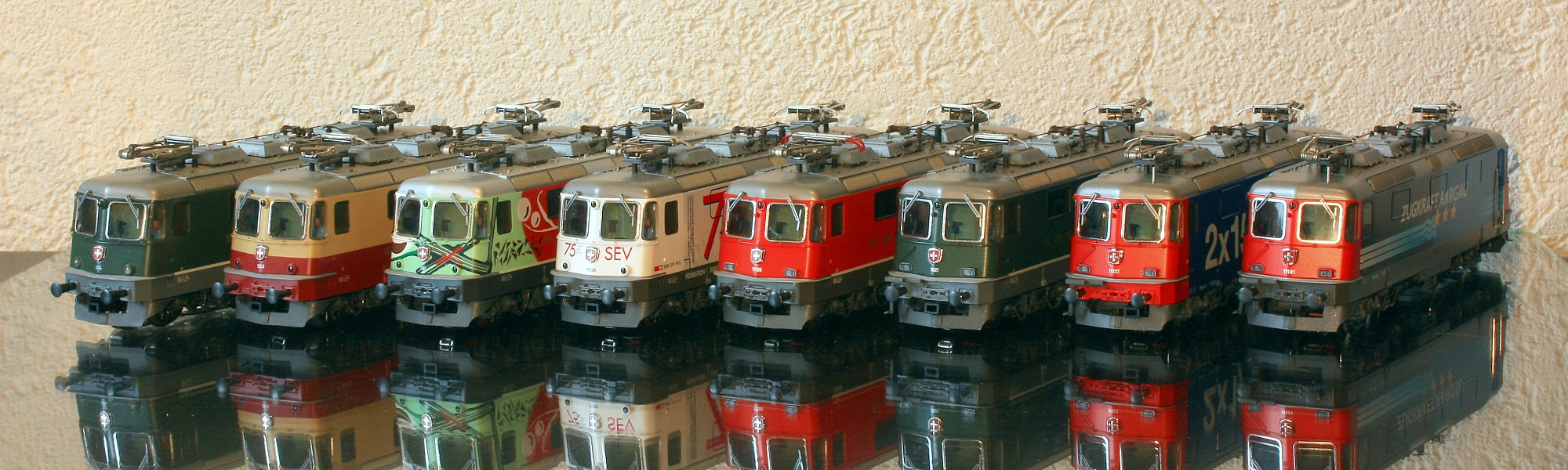
8 différentes Re 4/4II de la 2e série, fabriquées par HAG à l'échelle HO.
De gauche à droite : 11224 versions d'origine, 11249 « TEE », 11181 « Bourret », 11238 « 75 ans SEV », 11196 « Lindau-Lok », 11321 avec projecteurs halogènes, 11322 « 2 × 150=222 » et 11181 « Zugkraft Aargau »

- Prototypes et 1re série :
  - HAG
  - Lima
  - Rivarossi
  - Roco
- 2e série :
  - Fleischmann
  - Jouef
  - HAG
  - Märklin et Trix
  - Roco
- Re 420.5 BLS :
  - Roco
  - HAG
- Re 4/4II 21 MThB
  - HAG
- Re 421
- Märklin et Trix
- Roco
- HAG
- Fleischmann

### Échelle N (1/160)
- Prototypes et 1re série :
  - MiniTrix
- 2e série :
  - Fleischmann
  - Arnold